# 伊斯坦堡
41°01′N 28°58′E / 41.017°N 28.967°E
伊斯坦堡（土耳其語： [isˈtanbuɫ] ⓘ）是土耳其最大城市，亦是该国的经济、文化和历史中心。它坐落于土耳其西北部的博斯普鲁斯海峡之滨，位于马尔马拉海和黑海之间，横跨欧亚大陆，经济和历史中心位于欧洲一侧，有三分之一人口居住于亚洲一侧。其人口达到1440万，为全欧洲最大的城市群，亦是中东最大和全球第六大城市。全市辖区面积5,343平方（2,063平方英里），其覆盖范围和伊斯坦堡省相同，亦是该省的行政中心、以及世界上唯一横跨兩大洲的大都市。
西元前660年左右，该市以“拜占庭”之名建立于萨拉基里奥角，并在此后逐渐发展为历史上最为重要的城市之一。西元330年该市由羅馬帝國皇帝君士坦丁一世重新營建為帝國的新首都，稱為君士坦丁堡（羅馬化：Konstantinoúpolis）或新罗马（羅馬化：Nea Romē），并在此后的近十六个世纪内先后成为罗马帝国与東羅馬帝國（又稱拜占庭帝国，330年–1204年及1261年–1453年）、拉丁帝国（1204年–1261年）和鄂圖曼帝国（1453年–1922年）的首都。在羅馬帝国晚期和東羅馬帝国时代，它对基督教的发展產生重要的作用，而在1453年鄂圖曼帝国征服该城之后，它成为了伊斯兰教的傳播中心和鄂圖曼帝国哈里发的驻地。
伊斯坦堡是古丝绸之路的途经地，也是欧洲和中东的铁路网络之间、黑海和地中海间海路的必经之地，使得伊斯坦堡的战略地位十分重要，由此也哺育了兼收并蓄的人口和文化，虽然在1923年土耳其共和国成立之后这一状况略不如前。土耳其共和國建立後，伊斯坦堡未能成為首都，受到忽视，但此后其影响力逐步恢复。自1950年代以来，该市的人口已翻了十倍，来自安那托利亚各地的人口涌入，城市的界限也为此逐渐扩张。20世纪末艺术节开始得到兴办，而随着基础设施的改善，复杂的交通网络也由此建立起来。
2012年，在当选欧洲文化之都两年之后，近1160万外国游客造访伊斯坦堡，使其成为世界第五受欢迎的旅游目的地。该市最重要的景点仍是其历史城区，部分被列为联合国教科文组织世界遗产，而位于贝伊奥卢区的天然港金角湾则是其文化和娱乐的中心。伊斯坦堡还被认为是一个全球城市，亦是全球发展速度最快的都市经济区之一。诸多土耳其公司及媒体将总部设于此，全市国内生产总值超过全国的四分之一。伊斯坦堡希望借助其复苏和快速扩张的契机，在二十年内五次申请举办夏季奥林匹克运动会。

## 名称
伊斯坦布尔的最初名称为“拜占庭”（希臘語：Βυζάντιον），为约西元前660年墨伽拉殖民者建城时所取。此名称被认为是来源于人名“拜占斯”，根据古希腊传统，此为殖民者的领袖和传说中的一位王侯的名字。但现代学者亦认为“拜占斯”可能来源于色雷斯或伊利里亚，由此则要早于墨伽拉建城。330年君士坦丁大帝将其定为罗马帝国的新东部首都，此地也开始被称作“君士坦丁堡”（拉丁語：Constantinopolis），意为君士坦丁之城。君士坦丁亦试图推广“新罗马”（拉丁語：Nova Roma）之名，但这一名称未获得广泛使用。在西方，“君士坦丁堡”为此城最通常的称呼，直至土耳其共和国的建立；在奥斯曼帝国时期，“科斯坦丁尼耶”和“伊斯坦布尔”为通用名称。即便如此，如今土耳其人认为将此时期（自15世纪中期始）的该城称为“君士坦丁堡”在政治上是不正确的，虽然在历史上这并无错误。
至19世纪，该城亦在外国人和土耳其人中有了一些其他的称呼。欧洲人将全城称作“君士坦丁堡”，但与土耳其人一同将金角湾和马尔马拉海间筑有城墙的半岛称作“士坦堡”。“佩拉”（希腊语意“横跨”）亦被用于描述金角湾和博斯普鲁斯海峡间的地带，而土耳其人则称之为“贝伊奥卢”（土耳其語：Beyoğlu；此亦为今伊斯坦布尔一个区的正式名称）。“伊斯兰堡”（意为伊斯兰之城）有时亦被用于称呼此城，甚至还被印刻于一些奥斯曼钱币之上；有人认为这是今“伊斯坦布尔”的来源，但事实上“伊斯坦布尔”出现得要更早，甚至在奥斯曼帝国征服该城前即受到使用。
“伊斯坦布尔”（土耳其語發音：[isˈtanbuɫ]，口语發音：[ɯsˈtambuɫ]）时常被认为来源于中古希腊语短语，意为“进城去”。这反映了该城为这一区域中的唯一主要城市，就如今日人们时常将临近的城市中心称作“城”或“城里”一般。另一种观点认为该名称直接来源于“君士坦丁堡”，只将此名称的第一和第三个音节去除。在现代土耳其语中，该名称写作，其中带一点（在土耳其语字母中带点与不带点的“I”为不同字母）。此外在英语中重音位于第一音节，而在土耳其语中则位于第二音节。“伊斯坦布尔”于1930年正式成为该市的唯一名称。来自伊斯坦布尔的人被称为（复数为），而在英语中则称。
在东罗马灭亡前，突厥人已将君士坦丁堡称为伊斯坦布尔。但在官方语境中，诸如君士坦丁堡的阿拉伯语名称君士坦丁尼耶（阿拉伯语：قسطنطينية）更受青睐。奥斯曼宫廷将君士坦丁尼耶这一名称用来表示公文来源。19世纪土耳其语书籍出版时也以君士坦丁尼耶作为出版地地名。同时，“伊斯坦布尔”也是官方名称之一。比如该城最高行政长官的官衔为“伊斯坦布尔埃凡迪”
然而，在希臘語中，伊斯坦布爾仍普遍被稱為「君士坦丁堡」，這可能是因為君士坦丁堡於 1453 年 5 月 29 日落入奧斯曼帝國之手代表了希臘殖民拜占庭的終結，以及隨後東方希臘化的終結。

## 历史

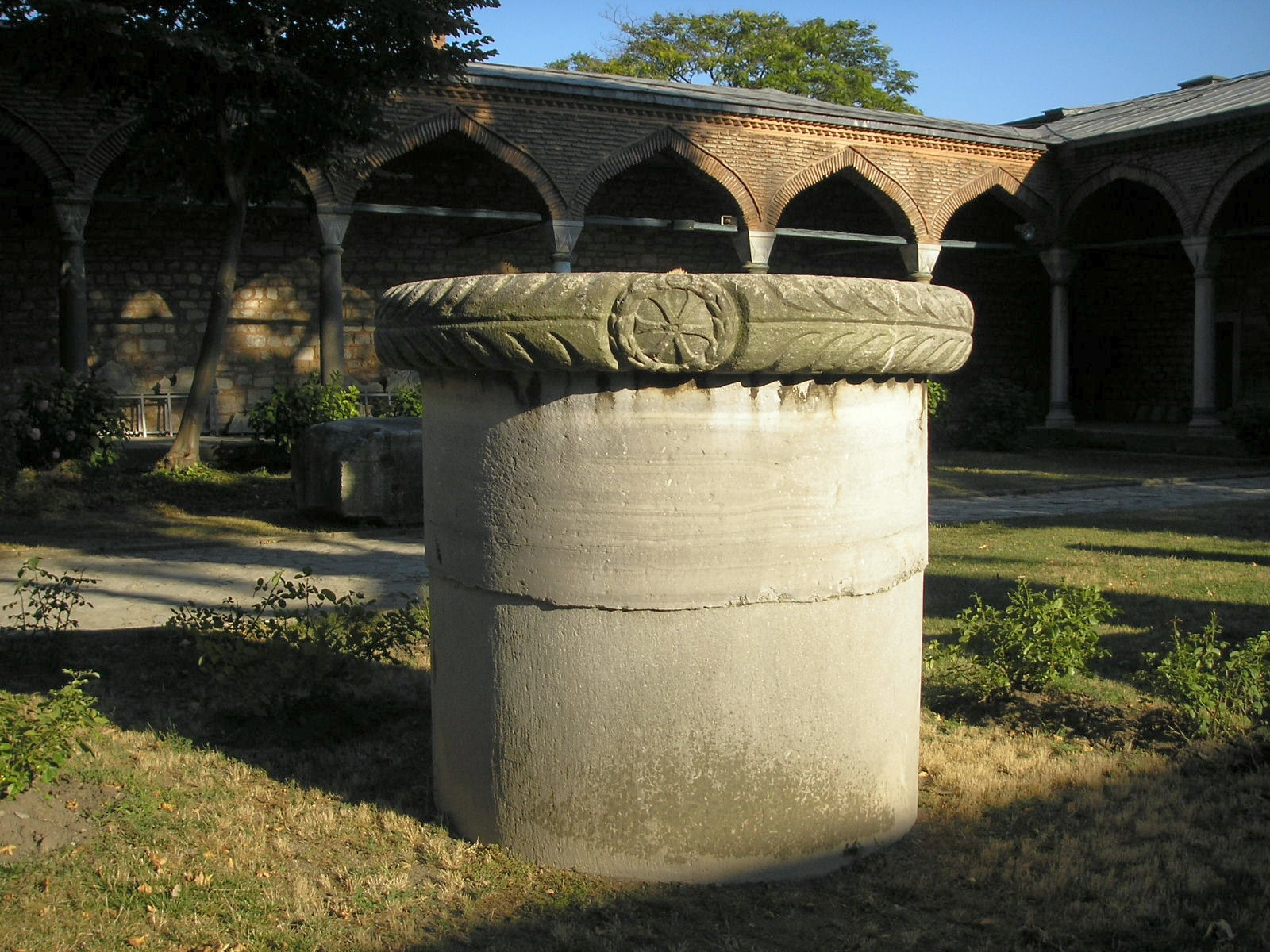
拜占庭卫城的拜占庭柱，位于现今托卡比皇宮中

21世纪初考古学家发掘的新石器时代文物表明，伊斯坦布尔所在的半岛早在西元前7000纪即有人定居。这一定居点对于新石器革命由近东传播至欧洲產生十分重要的作用；其存在了近一千年，直至被上涨的水面淹没。在此考古发现之前，传统认为色雷斯人，包括弗里吉亚人，在西元前6000纪末开始定居于萨拉基里奥角。亚洲部分，在今卡德柯伊区出土了近西元前4000纪前的文物。这一地点亦是西元前1000纪腓尼基贸易点的所在地，亦是于西元前约680年建立的迦克墩的所在地。
西元前660年，来自墨伽拉的希腊殖民者于博斯普鲁斯海峡的欧洲一侧建立了拜占庭，伊斯坦布尔的历史被认为在此时才正式开始。殖民者在金角湾色雷斯人定居点附近建起了卫城，推动了新城经济的发展。拜占庭于前5世纪之交经历了短暂的波斯统治，但在波希战争后希腊人夺回了这座城市。它此后成为雅典同盟及其继承者雅典第二帝国的一部分，在前355年最终获得独立。拜占庭长期为罗马盟友，而在西元73年正式成为罗马帝国的一部分。
拜占庭在篡位者佩斯切尼乌斯·奈哲尔与罗马皇帝塞普蒂米乌斯·塞维鲁的战争中支持前者，为此付出了惨重的代价；在195年末投降时，两年的围城已几乎将之摧毁。不过在五年之后，塞维鲁开始重建拜占庭，拜占庭也恢复了甚至超越了其过往的荣光。

### 君士坦丁堡的崛起和陷落

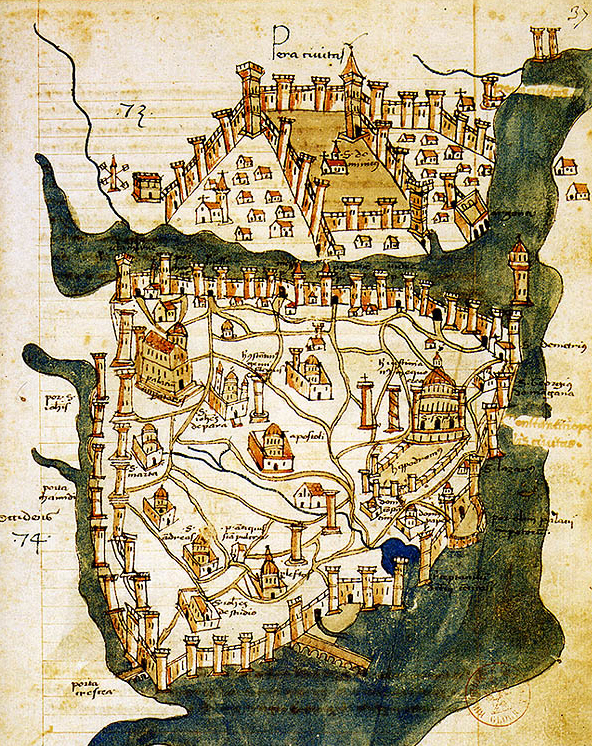
1422年克里斯托弗罗·布翁德尔蒙蒂所作地图，亦是现存最早的君士坦丁堡地图。

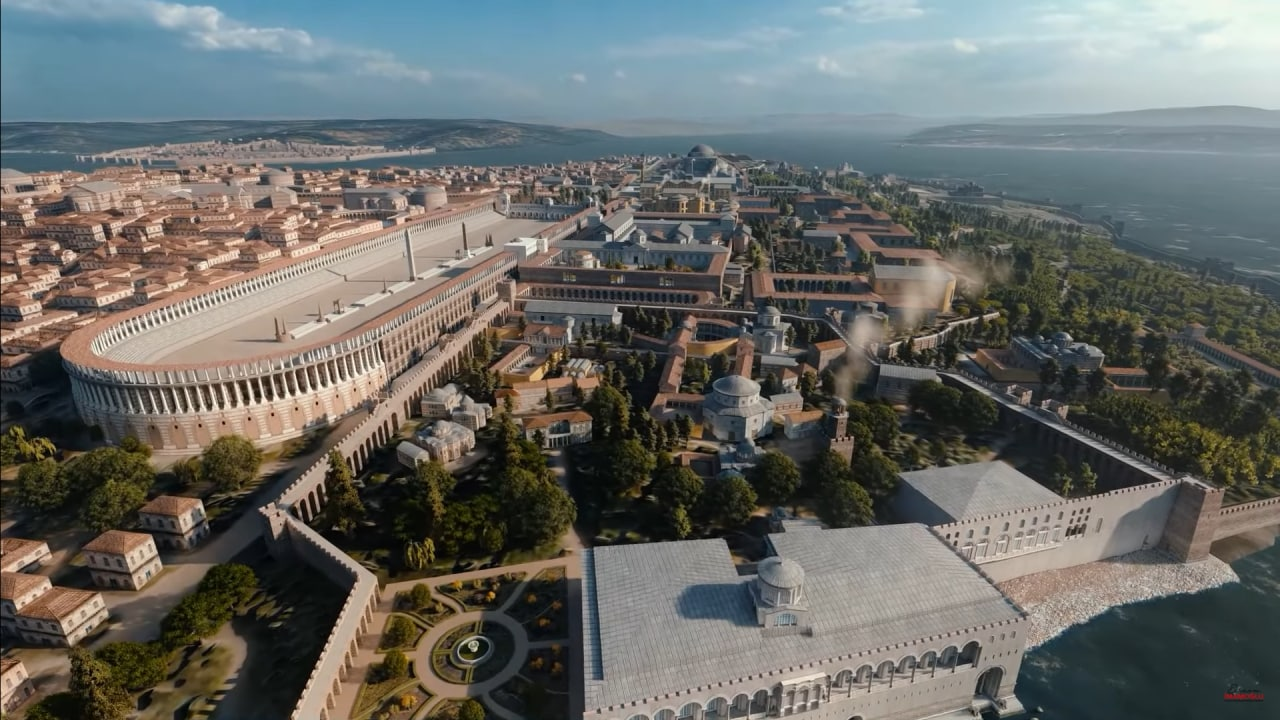
君士坦丁堡复原图（鳥瞰），可見君士坦丁堡競技場、君士坦丁堡大皇宮和聖索菲亞大教堂

君士坦丁大帝于324年9月成为全罗马帝国的皇帝。两个月后，他订立方案建立一座新的基督教城市以取代拜占庭。作为帝国的东部首都，该城被称作“新罗马”，然而多数人将之称作君士坦丁堡，而这一名称也一直流传至了20世纪。六年之后，于330年5月11日，君士坦丁堡宣告成为全帝国首都，而帝国的这一部分日后也成为东罗马帝国（拜占庭帝国）。
君士坦丁堡的建立是君士坦丁最为恒久的成就之一，将罗马帝国的权力重心东移，该城也成为了希腊文化和基督教的中心。许多教堂在城中建立起来，包括查士丁尼一世统治期间建造的圣索菲亚大教堂，其在此后一千年为世界最大的教堂。君士坦丁的其他举措包括改造和扩建君士坦丁堡竞技场：它能够容纳成千上万的观众，成为了公民生活的中心，而在5世纪和6世纪则成为了一系列骚乱的始发点，包括尼卡暴动。君士坦丁堡的地理位置亦保证其能够经受历史的考验：在数个世纪内，其城墙和海区保护欧洲免受东面入侵者的侵袭和伊斯兰教的推进。在中世纪的大部分时间内和東羅馬时代的下半叶，君士坦丁堡是欧洲大陆最大和最富裕的城市，并时为世界最大的城市。
在第四次十字军东征中君士坦丁堡受到劫掠和破坏，此后开始衰落。天主教十字军建立起拉丁帝国以取代东正教的東羅馬帝国，君士坦丁堡也成为了这一帝国的中心。然而拉丁帝国存在时间不长，東羅馬帝国很快于1261年重建起来，但其实力大不如前。君士坦丁堡的教堂、城防和基础设施失修荒废，其人口由8世纪时的50万下降至此时的3万5千。
安德洛尼卡二世的经济和军事政策，包括裁减军备，使帝国进一步衰落并使其在面对入侵时更为脆弱。14世纪中期，奥斯曼土耳其人开始战略性地夺取小城镇和城市，由此阻断了君士坦丁堡的补给，逐渐将之扼杀。最终于1453年5月29日，在八周的围城之后（其间最后一任罗马皇帝君士坦丁十一世阵亡），苏丹穆罕默德二世“征服者”攻陷了君士坦丁堡，并宣告其为奥斯曼帝国的新首都。数小时后，由于该城拒绝和平投降，苏丹驾马前往圣索菲亚大教堂，召来伊玛目诵读清真言，将教堂转变为帝国清真寺。穆罕默德自称为新的“罗姆凯撒”（Kaysar-i Rûm；奥斯曼土耳其语中的“罗马凯撒”），并将奥斯曼国重整为帝国。

### 鄂圖曼和土耳其时期
在征服君士坦丁堡后，穆罕默德二世立即开始试图复苏该城。他号召在围城期间逃离该城的居民回归，并从安纳托利亚其他地区请来穆斯林、犹太人和基督徒定居。他还邀请全欧洲人民移居至此，创立一座世界性的城市，这一境况在鄂圖曼时期得到基本的維持。同时穆罕默德还修缮该城的公共设施，开始建造大巴扎，并建造了苏丹居所托卡比皇宫。他将首都由埃迪尔内（前阿德里安堡）
迁至此，并宣告奥斯曼帝国为罗马帝国的继承者和延续。
奥斯曼土耳其人迅速将伊斯坦布尔由基督教堡垒变为了伊斯兰文化的象征。宗教基金为帝国清真寺、学校、医院和公共浴场的建造提供资金。奥斯曼王朝于1517年宣布其为哈里发国，伊斯坦布尔亦成为史上最后一个哈里发国最后四个世纪的首都。1520年至1566年苏莱曼大帝在位，这一时期艺术和建筑成就十分重大；首席建筑师米马尔·希南设计城内的多座象徵性建筑，奥斯曼陶艺、花窗、书法和细密画得到繁荣。伊斯坦布尔的总人口到18世纪末达到570,000人。
19世纪初帝国发生一系列叛乱，革新派的马哈茂德二世开始执政，此后坦志麦特时代到来，政治改革开始，新科技也被引进了该城。桥梁在金角湾上建立起来，而到1880年代，伊斯坦布尔也与欧洲的铁路系统联结起来。现代化设施诸如供水系统、电力、电话和电车等在此后数十年内逐渐被引入伊斯坦布尔，但要晚于其他欧洲城市。即使如此，现代化措施仍然无法阻止鄂圖曼帝國的衰落。
20世纪初，青年土耳其党革命废黜了苏丹阿卜杜勒-哈米德二世，一系列的战争日益困扰着这一病危帝国的首都。最后一场战争即第一次世界大战最终导致英国、法国和意大利占领君士坦丁堡。末任奥斯曼帝国苏丹穆罕默德六世于1922年11月被驱逐，而在次年《洛桑条约》签订，伊斯坦布尔占领结束，穆斯塔法·凯末尔·阿塔蒂尔克宣告建立的土耳其共和国得到承认。
在共和国的初期，伊斯坦布尔未能成为土耳其的首都；安卡拉成为新的世俗共和国首都，與鄂圖曼帝国历史划清界限。然而自1940年代末1950年代初起，伊斯坦布尔经历结构性的改变，新的广场和大道在全城建立，有些历史建筑因此被拆除。其人口在1970年代迅速增长，由安纳托利亚涌入的人试图在都市区边沿新建的工厂中寻找就业机会。这一突然大幅度的人口增长为房产开发创造龐大的需求，许多先前位于外沿的村庄和森林被并入城市版图中。

## 地理

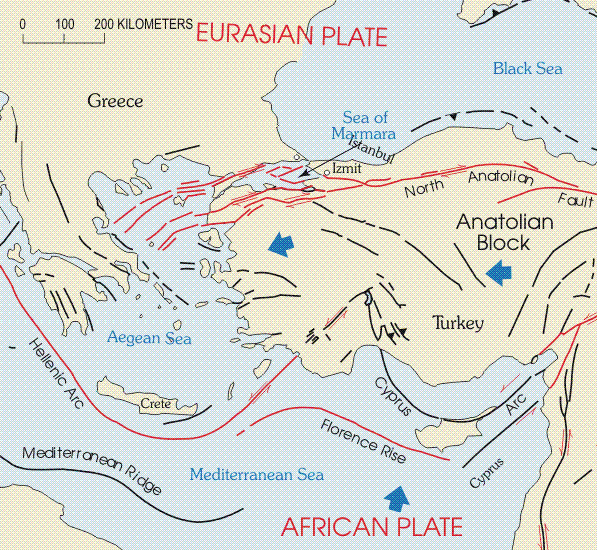
土耳其西部的断层集中于伊斯坦布尔的西南部，经由马尔马拉海和爱琴海的海底。

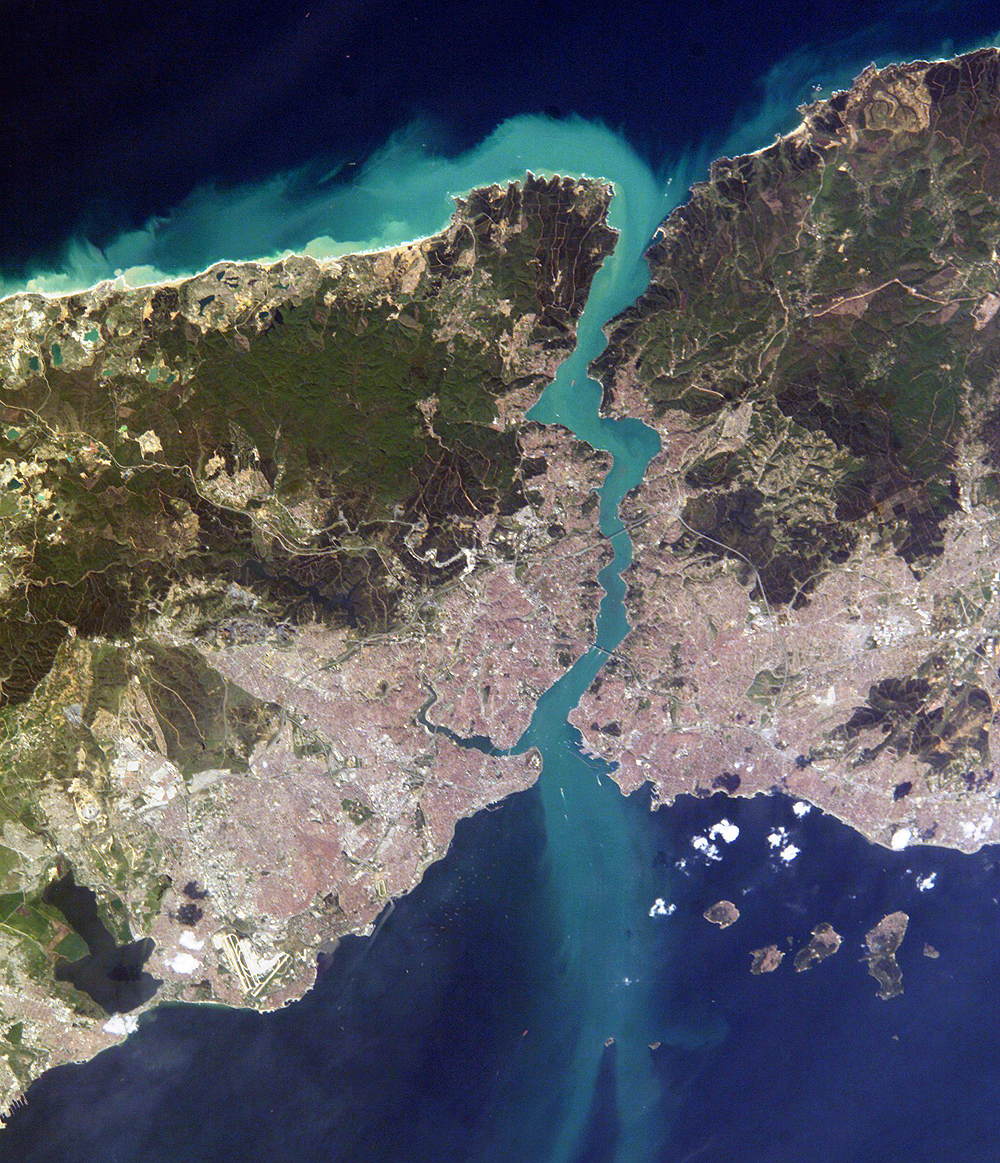
伊斯坦布尔和博斯普鲁斯海峡的卫星图

伊斯坦布尔位于土耳其西北部的马尔马拉大区，总面积5,343平方（2,063平方英里）。博斯普鲁斯海峡连接马尔马拉海和爱琴海，将该市分为欧洲部分（色雷斯，包含历史和经济中心）和亚洲部分（安那托利亚）。天然港口金角湾濒临前拜占庭和君士坦丁堡所在的半岛，将该城进一步划分。马尔马拉海、博斯普鲁斯海峡和金角湾在今伊斯坦布尔的中心交汇，在数千年内抵御了外来的入侵，今日仍旧为该城的重要景观。
效仿罗马的模式，伊斯坦布尔的历史半岛亦被称作有七座山丘，每座山丘顶上为帝国清真寺。最东边的山丘坐落于萨拉基里奥角，托卡比皇宫即位于此地。隔金角湾相望的另一座锥形山丘则是今日贝伊奥卢区的所在地。由于地势原因，过去贝伊奥卢的建筑往往需要通过护土墙来建造，道路则以阶梯形式铺设。亚洲一侧的于斯屈达尔状况相似，地势逐渐朝着博斯普鲁斯海岸下行，而沙姆西帕夏和阿亚兹马的地形则更加多变，与岬形似。伊斯坦布尔的最高点为恰姆勒加山（即強穆勒佳清真寺所在地），海拔288（945英尺）。伊斯坦布尔北部的平均海拔要高于南部海岸，有些地方海拔超过200（660英尺），而一些海岸悬崖陡峭形似峡湾，尤其是在博斯普鲁斯海峡北端同黑海交汇处。
伊斯坦布尔坐落于北安那托利亚断层之上，临近非洲板块与欧亚大陆板块交界。这一断层带由北安纳托利亚延伸至马尔马拉海，在该城历史上导致了数次重大地震，其中最为严重的地震之一发生于1509年，随后的海啸冲破了城墙，导致超过10,000人死亡。1999年震中位于伊兹密特的地震导致18,000人死亡，其中1,000人居住于伊斯坦布尔的郊区。伊斯坦布尔民众对于未来更为严重的地震表示担忧，而为了满足伊斯坦布尔迅速增长的人口需求而建造的建筑可能无法抵御这样的灾难。地震学家称2030年伊斯坦布尔发生7.6级地震的可能性超过百分之60。

### 氣候

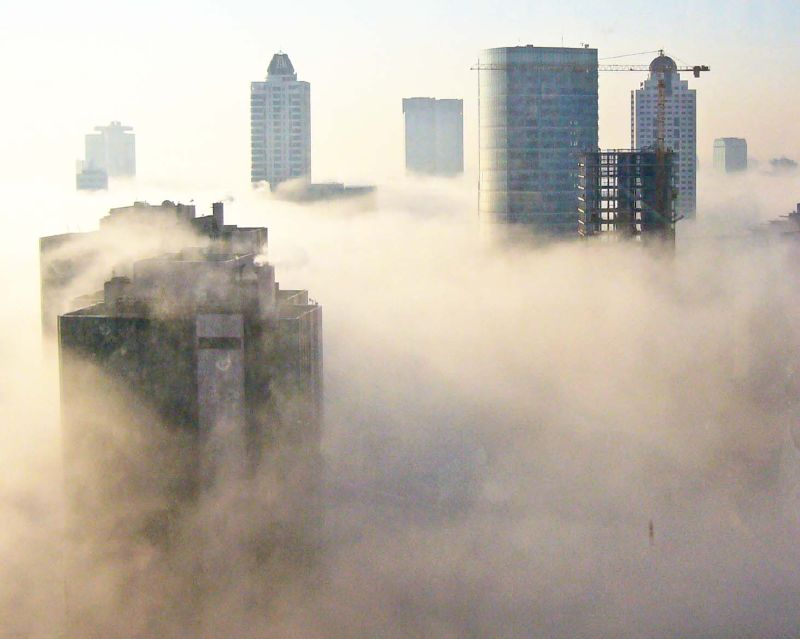
大雾时常在早上形成，图为莱文特雾景。

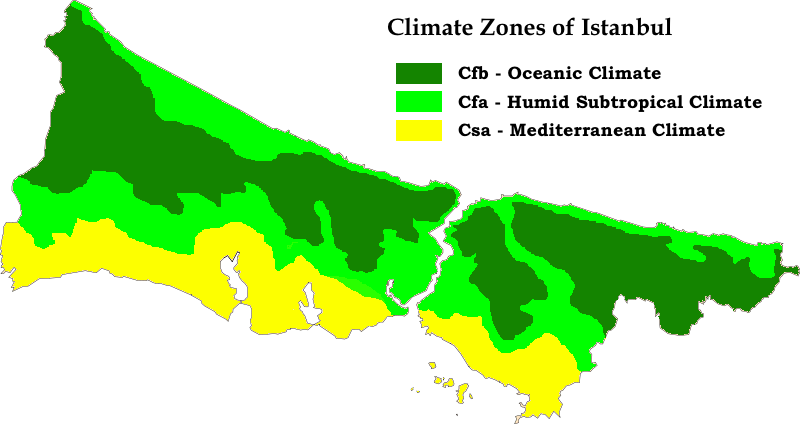
柯本-盖格气候分类法下的伊斯坦布尔气候图。

伊斯坦布尔位于气候过渡区域，根据柯本-盖格气候分类法，其气候为地中海式气候、副热带湿润气候和海洋性气候的混合。由于夏季降水根据地区不同为20至65（1至3英寸），由此该城无法被直接划分为地中海式气候或副热带湿润气候。伊斯坦布尔的面积、地形、滨海位置以及北部和南部的不同水体使其具有微气候。由于黑海的湿润空气和高植被覆盖率，该城的北半部和博斯普鲁斯海岸具有海洋性气候和副热带湿润气候的特征。位于马尔马拉海一侧城区南边人口居住区的气候则较为温暖、干燥，受湿度影响较小。北部的年降水（巴切科伊；1166.6毫米）有时能够达到南部马尔马拉海岸（佛罗雅；635.0毫米）的两倍。南北海岸的年平均气温亦存在显著差距（巴切科伊为12.8 °C（55.0 °F）；卡尔塔尔为15.03 °C（59.05 °F））。远离海岸的该省其他地区则受到大陆的影响，日夜和冬夏温差更为显著。冬季，该省一些区域平均气温夜间可低至或低于冰点。
伊斯坦布尔一些地区气候的最显著特点是其高湿度，早间多数可达80%。由于这一状况，大雾时常出现，不过在城区北部和距离市中心较远的地区更为频繁。在秋季和冬季高湿度往往持续至下午，由此产生的大雾时常阻碍这一区域（包括海峡）的交通。在夏季，这般状况往常在中午前即停止，但高湿度仍然持续并使夏季高温状况变得更加糟糕。夏季的最高均温接近29 °C（84 °F），降雨并不寻常，六月至八月间一般只有十五日有显著降水。虽然如此，夏季仍旧是大暴雨的最高发季节。
伊斯坦布尔的冬季比多数地中海盆地的城市要寒冷，最低均温达3—4 °C（37—39 °F）。来自黑海的大湖效应较为寻常，但难以预测，有时可严重至如大雾一般影响城市交通。春季和秋季较温和，但时常湿润且多变，来自西北的冷风和南部的热风（有时在同一日内）易导致气温波动。就全年来看，伊斯坦布尔年均有130日有显著降水，总额达到810（31.9英寸）。本市的历史最高和最低气温分别为40.5 °C（105 °F）和−16.1 °C（3 °F），最高单日降水量为227（8.9英寸），而最高降雪量则为80（31英寸）。
| 伊斯坦布尔（萨勒耶尔），1954年–2013年                         | 伊斯坦布尔（萨勒耶尔），1954年–2013年 | 伊斯坦布尔（萨勒耶尔），1954年–2013年 | 伊斯坦布尔（萨勒耶尔），1954年–2013年 | 伊斯坦布尔（萨勒耶尔），1954年–2013年 | 伊斯坦布尔（萨勒耶尔），1954年–2013年 | 伊斯坦布尔（萨勒耶尔），1954年–2013年 | 伊斯坦布尔（萨勒耶尔），1954年–2013年 | 伊斯坦布尔（萨勒耶尔），1954年–2013年 | 伊斯坦布尔（萨勒耶尔），1954年–2013年 | 伊斯坦布尔（萨勒耶尔），1954年–2013年 | 伊斯坦布尔（萨勒耶尔），1954年–2013年 | 伊斯坦布尔（萨勒耶尔），1954年–2013年 | 伊斯坦布尔（萨勒耶尔），1954年–2013年 |
| 月份                                                          | 1月                                   | 2月                                   | 3月                                   | 4月                                   | 5月                                   | 6月                                   | 7月                                   | 8月                                   | 9月                                   | 10月                                  | 11月                                  | 12月                                  | 全年                                  |
| ------------------------------------------------------------- | ------------------------------------- | ------------------------------------- | ------------------------------------- | ------------------------------------- | ------------------------------------- | ------------------------------------- | ------------------------------------- | ------------------------------------- | ------------------------------------- | ------------------------------------- | ------------------------------------- | ------------------------------------- | ------------------------------------- |
| 历史最高温 °C（°F）                                           | 22.0 (71.6)                           | 23.2 (73.8)                           | 29.3 (84.7)                           | 33.6 (92.5)                           | 34.2 (93.6)                           | 40.5 (104.9)                          | 41.5 (106.7)                          | 39.6 (103.3)                          | 35.4 (95.7)                           | 34.0 (93.2)                           | 26.5 (79.7)                           | 25.8 (78.4)                           | 41.5 (106.7)                          |
| 平均高温 °C（°F）                                             | 8.3 (46.9)                            | 8.8 (47.8)                            | 10.7 (51.3)                           | 15.3 (59.5)                           | 20.0 (68.0)                           | 24.6 (76.3)                           | 26.5 (79.7)                           | 26.7 (80.1)                           | 23.5 (74.3)                           | 19.1 (66.4)                           | 14.7 (58.5)                           | 10.7 (51.3)                           | 17.4 (63.3)                           |
| 日均气温 °C（°F）                                             | 5.6 (42.1)                            | 5.6 (42.1)                            | 7.0 (44.6)                            | 11.0 (51.8)                           | 15.6 (60.1)                           | 20.4 (68.7)                           | 22.8 (73.0)                           | 23.0 (73.4)                           | 19.7 (67.5)                           | 15.6 (60.1)                           | 11.4 (52.5)                           | 7.9 (46.2)                            | 13.8 (56.8)                           |
| 平均低温 °C（°F）                                             | 3.0 (37.4)                            | 3.0 (37.4)                            | 4.2 (39.6)                            | 7.7 (45.9)                            | 12.1 (53.8)                           | 16.5 (61.7)                           | 19.4 (66.9)                           | 20.0 (68.0)                           | 16.7 (62.1)                           | 13.0 (55.4)                           | 8.9 (48.0)                            | 5.4 (41.7)                            | 10.8 (51.5)                           |
| 历史最低温 °C（°F）                                           | −11.0 (12.2)                          | −8.4 (16.9)                           | −5.8 (21.6)                           | −1.4 (29.5)                           | 3.0 (37.4)                            | 8.5 (47.3)                            | 12.0 (53.6)                           | 12.3 (54.1)                           | 7.1 (44.8)                            | 0.6 (33.1)                            | −1.4 (29.5)                           | −7.0 (19.4)                           | −11.0 (12.2)                          |
| 平均降水量 mm（）                                             | 104.2 (4.10)                          | 77.3 (3.04)                           | 69.5 (2.74)                           | 46.4 (1.83)                           | 33.5 (1.32)                           | 32.8 (1.29)                           | 32.7 (1.29)                           | 40.8 (1.61)                           | 58.9 (2.32)                           | 86.8 (3.42)                           | 102.2 (4.02)                          | 125.0 (4.92)                          | 810.1 (31.9)                          |
| 平均降水天数（≥ 0.1 mm）                                      | 17.8                                  | 15.5                                  | 13.7                                  | 10.6                                  | 8.1                                   | 6.2                                   | 4.4                                   | 5.1                                   | 7.5                                   | 11.1                                  | 13.3                                  | 17.5                                  | 130.8                                 |
| 月均日照時數                                                  | 71.3                                  | 87.6                                  | 133.3                                 | 180.0                                 | 251.1                                 | 300.0                                 | 322.4                                 | 294.5                                 | 243.0                                 | 164.3                                 | 102.0                                 | 68.2                                  | 2,217.7                               |
| 来源：Turkish State Meteorological Service（晴日，1960–2012） |                                       |                                       |                                       |                                       |                                       |                                       |                                       |                                       |                                       |                                       |                                       |                                       |                                       |

| 伊斯坦布尔（萨勒耶尔基勒切角），1949年–1999年         | 伊斯坦布尔（萨勒耶尔基勒切角），1949年–1999年 | 伊斯坦布尔（萨勒耶尔基勒切角），1949年–1999年 | 伊斯坦布尔（萨勒耶尔基勒切角），1949年–1999年 | 伊斯坦布尔（萨勒耶尔基勒切角），1949年–1999年 | 伊斯坦布尔（萨勒耶尔基勒切角），1949年–1999年 | 伊斯坦布尔（萨勒耶尔基勒切角），1949年–1999年 | 伊斯坦布尔（萨勒耶尔基勒切角），1949年–1999年 | 伊斯坦布尔（萨勒耶尔基勒切角），1949年–1999年 | 伊斯坦布尔（萨勒耶尔基勒切角），1949年–1999年 | 伊斯坦布尔（萨勒耶尔基勒切角），1949年–1999年 | 伊斯坦布尔（萨勒耶尔基勒切角），1949年–1999年 | 伊斯坦布尔（萨勒耶尔基勒切角），1949年–1999年 | 伊斯坦布尔（萨勒耶尔基勒切角），1949年–1999年 |
| 月份                                                  | 1月                                           | 2月                                           | 3月                                           | 4月                                           | 5月                                           | 6月                                           | 7月                                           | 8月                                           | 9月                                           | 10月                                          | 11月                                          | 12月                                          | 全年                                          |
| ----------------------------------------------------- | --------------------------------------------- | --------------------------------------------- | --------------------------------------------- | --------------------------------------------- | --------------------------------------------- | --------------------------------------------- | --------------------------------------------- | --------------------------------------------- | --------------------------------------------- | --------------------------------------------- | --------------------------------------------- | --------------------------------------------- | --------------------------------------------- |
| 平均高温 °C（°F）                                     | 8.3 (46.9)                                    | 8.7 (47.7)                                    | 10.3 (50.5)                                   | 15.2 (59.4)                                   | 19.6 (67.3)                                   | 24.2 (75.6)                                   | 26.0 (78.8)                                   | 26.1 (79.0)                                   | 23.3 (73.9)                                   | 19.0 (66.2)                                   | 14.8 (58.6)                                   | 10.9 (51.6)                                   | 17.2 (63.0)                                   |
| 日均气温 °C（°F）                                     | 5.5 (41.9)                                    | 5.5 (41.9)                                    | 6.7 (44.1)                                    | 10.9 (51.6)                                   | 15.4 (59.7)                                   | 20.1 (68.2)                                   | 22.4 (72.3)                                   | 22.6 (72.7)                                   | 19.5 (67.1)                                   | 15.5 (59.9)                                   | 11.6 (52.9)                                   | 8.1 (46.6)                                    | 13.7 (56.6)                                   |
| 平均低温 °C（°F）                                     | 3.0 (37.4)                                    | 2.9 (37.2)                                    | 4.0 (39.2)                                    | 7.5 (45.5)                                    | 11.9 (53.4)                                   | 16.2 (61.2)                                   | 19.1 (66.4)                                   | 19.7 (67.5)                                   | 16.6 (61.9)                                   | 12.8 (55.0)                                   | 8.9 (48.0)                                    | 5.6 (42.1)                                    | 10.7 (51.2)                                   |
| 平均降水量 mm（）                                     | 103.6 (4.08)                                  | 70.5 (2.78)                                   | 71.0 (2.80)                                   | 47.2 (1.86)                                   | 45.8 (1.80)                                   | 36.8 (1.45)                                   | 35.6 (1.40)                                   | 38.6 (1.52)                                   | 51.9 (2.04)                                   | 81.3 (3.20)                                   | 100.8 (3.97)                                  | 122.0 (4.80)                                  | 805.1 (31.7)                                  |
| 平均降雪天数（≥ 0.1 mm）                              | 3.6                                           | 4.2                                           | 2.1                                           | 0.0                                           | 0.0                                           | 0.0                                           | 0.0                                           | 0.0                                           | 0.0                                           | 0.0                                           | 0.3                                           | 1.5                                           | 11.7                                          |
| 来源：Turkish State Meteorological Service(1949–1999) |                                               |                                               |                                               |                                               |                                               |                                               |                                               |                                               |                                               |                                               |                                               |                                               |                                               |

| 伊斯坦布尔（萨勒耶尔巴切克伊），1949年–1999年         | 伊斯坦布尔（萨勒耶尔巴切克伊），1949年–1999年 | 伊斯坦布尔（萨勒耶尔巴切克伊），1949年–1999年 | 伊斯坦布尔（萨勒耶尔巴切克伊），1949年–1999年 | 伊斯坦布尔（萨勒耶尔巴切克伊），1949年–1999年 | 伊斯坦布尔（萨勒耶尔巴切克伊），1949年–1999年 | 伊斯坦布尔（萨勒耶尔巴切克伊），1949年–1999年 | 伊斯坦布尔（萨勒耶尔巴切克伊），1949年–1999年 | 伊斯坦布尔（萨勒耶尔巴切克伊），1949年–1999年 | 伊斯坦布尔（萨勒耶尔巴切克伊），1949年–1999年 | 伊斯坦布尔（萨勒耶尔巴切克伊），1949年–1999年 | 伊斯坦布尔（萨勒耶尔巴切克伊），1949年–1999年 | 伊斯坦布尔（萨勒耶尔巴切克伊），1949年–1999年 | 伊斯坦布尔（萨勒耶尔巴切克伊），1949年–1999年 |
| 月份                                                  | 1月                                           | 2月                                           | 3月                                           | 4月                                           | 5月                                           | 6月                                           | 7月                                           | 8月                                           | 9月                                           | 10月                                          | 11月                                          | 12月                                          | 全年                                          |
| ----------------------------------------------------- | --------------------------------------------- | --------------------------------------------- | --------------------------------------------- | --------------------------------------------- | --------------------------------------------- | --------------------------------------------- | --------------------------------------------- | --------------------------------------------- | --------------------------------------------- | --------------------------------------------- | --------------------------------------------- | --------------------------------------------- | --------------------------------------------- |
| 平均高温 °C（°F）                                     | 8.0 (46.4)                                    | 8.6 (47.5)                                    | 10.5 (50.9)                                   | 15.9 (60.6)                                   | 20.6 (69.1)                                   | 24.7 (76.5)                                   | 26.3 (79.3)                                   | 26.6 (79.9)                                   | 23.7 (74.7)                                   | 19.2 (66.6)                                   | 14.7 (58.5)                                   | 10.4 (50.7)                                   | 17.4 (63.4)                                   |
| 日均气温 °C（°F）                                     | 4.6 (40.3)                                    | 4.7 (40.5)                                    | 6.0 (42.8)                                    | 10.5 (50.9)                                   | 15.0 (59.0)                                   | 19.3 (66.7)                                   | 21.5 (70.7)                                   | 21.6 (70.9)                                   | 18.2 (64.8)                                   | 14.1 (57.4)                                   | 12.2 (54.0)                                   | 6.8 (44.2)                                    | 12.9 (55.2)                                   |
| 平均低温 °C（°F）                                     | 1.7 (35.1)                                    | 1.6 (34.9)                                    | 2.8 (37.0)                                    | 6.4 (43.5)                                    | 10.7 (51.3)                                   | 14.5 (58.1)                                   | 17.0 (62.6)                                   | 17.6 (63.7)                                   | 14.2 (57.6)                                   | 10.8 (51.4)                                   | 6.9 (44.4)                                    | 3.9 (39.0)                                    | 9.0 (48.2)                                    |
| 平均降水量 mm（）                                     | 152.1 (5.99)                                  | 100.1 (3.94)                                  | 105.2 (4.14)                                  | 57.2 (2.25)                                   | 45.8 (1.80)                                   | 40.5 (1.59)                                   | 37.4 (1.47)                                   | 54.1 (2.13)                                   | 67.3 (2.65)                                   | 118.2 (4.65)                                  | 135.1 (5.32)                                  | 175.4 (6.91)                                  | 1,088.4 (42.84)                               |
| 平均降雪天数（≥ 0.1 mm）                              | 4.2                                           | 4.7                                           | 2.9                                           | 0.1                                           | 0.0                                           | 0.0                                           | 0.0                                           | 0.0                                           | 0.0                                           | 0.0                                           | 0.5                                           | 2.3                                           | 14.7                                          |
| 来源：Turkish State Meteorological Service(1949–1999) |                                               |                                               |                                               |                                               |                                               |                                               |                                               |                                               |                                               |                                               |                                               |                                               |                                               |

## 市貌
法蒂赫区位于前热那亚共和国堡垒加拉塔对岸，相当于奥斯曼帝国征服前的君士坦丁堡全城。这些热那亚防御工事多数于19世纪被拆除，以使城区范围能够向北扩张，如今仅存加拉达石塔。加拉塔现为贝伊奥卢区的一部分，该区为伊斯坦布尔的商业和娱乐中心，包括以塔克西姆广场。
多尔玛巴赫切宫为奥斯曼帝国后期的行政中心，坐落于贝伊奥卢北边的贝西克塔什区，正对面为土耳其最古老的足球俱乐部的主场——贝西克塔斯伊诺努体育场。前奥塔科伊村位于贝西克塔什区，滨临博斯普鲁斯海峡，靠近第一博斯普鲁斯大桥，奥塔科伊清真寺因此得名。海峡两岸为诸多豪华海滨别墅（土耳其語：yalı），最初为19世纪贵族和精英人士建造，作为其夏季居所。再往内陆，在城区的内环路之外是伊斯坦布尔的经济中心，莱文特和马斯拉克区。

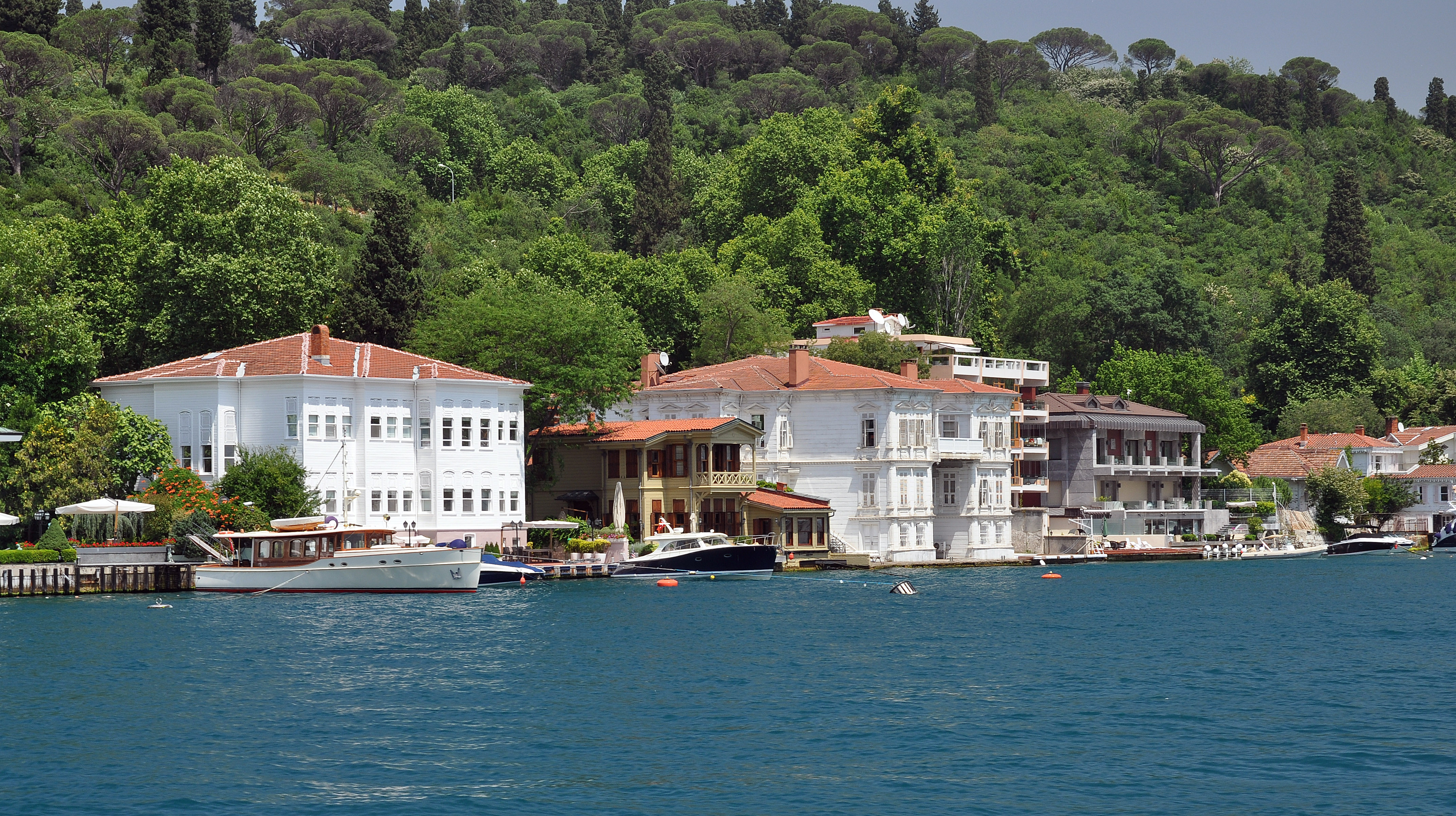
博斯普鲁斯海峡的海滨别墅原位于市郊，如今是伊斯坦布尔豪华地区的住宅。

在奥斯曼帝国时期，于斯屈达尔和卡德柯伊仍位于伊斯坦布尔城区之外，为市郊地区，多为海滨别墅和花园。然而在20世纪下半叶，伊斯坦布尔的亚洲部分经历了大规模的城市化发展；这一区域发展较晚，由此与其他城区相比，基础设施更好，城市规划更为整齐。海峡的亚洲一侧多为欧洲部分的市郊地区，人口占全市三分之一，但却只贡献全市四分之一的就业。由于伊斯坦布尔在20世纪经历了指数级的增长，该城的房屋有显著的一部分为“速建房”（土耳其語：gecekondu，意为“一夜建成”），即非法建造的居所。如今，这些区域逐渐开始被拆除，取而代之的是现代的大众住房工程。此外，大规模的绅士化和市区重建正在进行中，例如于塔拉巴西区；但一些此类的工程却受到了批评，例如于苏鲁库勒区。土耳其政府同时还试图将城区向伊斯坦堡欧洲部分临近黑海區域扩展，正在建设第三座机场并计划于2018年10月29日投用。新城区将包括四个不同的定居点，各有其功能，有150万人将于此居住。
和许多其他大城市不同，伊斯坦布尔没有一个首要的城市公园，但其仍有一定数量的都市绿化区。居尔哈尼公园和耶尔德兹公园原先分别位于托卡比皇宫和耶尔德兹宫中，但在土耳其共和国建立初期被重新定位为大众公园。费提帕夏公园位于安纳托利亚一侧博斯普鲁斯大桥边的山腰，正对耶尔德兹宫。欧洲一侧则有埃米尔安公园，靠近法蒂苏丹赫穆罕默德大桥，原先为奥斯曼帝国领袖的私人园林，占地面积47公頃（120英畝），以其种类众多的植物和2005年开始举办的郁金香节而闻名。贝尔格莱德森林位于城区北端，占地面积5,500公頃（14,000英畝），在夏季颇受伊斯坦布尔市民欢迎。该森林原先为市区提供水源，東羅馬和奥斯曼时期的水库遗址如今仍旧可见。

### 建筑
[[File:Turkey-3019 - Hagia Sophia (2216460729).jpg|thumb|left|圣索菲亚大教堂，6世纪[[東羅馬帝国]皇帝查士丁尼一世下令建造，原先为教堂，后为清真寺，现为博物馆。2020年再改为清真寺。]]
伊斯坦布尔主要以拜占庭式和奥斯曼建筑而闻名，但其建筑亦反映了曾统治该城市的其他民族及帝国的特色。热那亚和罗马建筑的痕迹同奥斯曼建筑一般在城中可见。源自希腊古典时期的建筑已完全绝迹，但古罗马建筑却得到了较好的保留。狄奥多西一世时期的狄奥多西方尖碑原先位于君士坦丁堡竞技场，今日在苏丹艾哈迈德广场仍然可见，而于公元4世纪末建造的瓦伦斯水道桥则有较为完整的一部分位于法蒂赫区西端。君士坦丁纪念柱于公元330年为纪念新都落成而建造，至今仍位于竞技场附近。
早期拜占庭式建筑继承了罗马古典时期穹顶和拱门的模式，但对这些元素进行了进一步的完善，在圣谢尔盖和巴克斯教堂上得到了体现。伊斯坦布尔现存最古老的東羅馬教堂为454年建成的斯图狄奥斯修道院（后改造为伊姆拉赫尔清真寺，现为废墟）。1261年收复君士坦丁堡之后，東羅馬帝国扩建了两座最为重要的教堂（至今尚存）──科拉教堂和帕玛卡里斯托斯教堂。虽然如此，拜占庭建筑的顶峰，伊斯坦布尔最具象徵性的建筑之一，仍然要属圣索菲亚大教堂，其穹顶直径达31（102英尺），在数世纪内为全世界最大的教堂，后来被改建为清真寺，现今为博物馆。2020年，土耳其时任总统埃尔多安宣布把圣索菲亚教堂重新改为清真寺。
伊斯坦布尔现存最为古老的奥斯曼建筑为安纳托利亚堡垒和如梅利堡垒，在围城期间极大帮助了奥斯曼帝国。在此后四个世纪内，奥斯曼帝国继续修建巍峨的清真寺和华丽的宫殿，创造了令人印象深刻的伊斯坦布尔天际线。其中最大的宫殿为托卡比皇宫，囊括了一系列的建筑风格，包括帝国后宫内的巴洛克风格及恩德伦图书馆的新古典主义风格。皇家清真寺包括法提赫清真寺、巴耶济德二世清真寺、塞利姆一世清真寺、苏莱曼尼耶清真寺、苏丹艾哈迈德清真寺（蓝色清真寺）和新清真寺，全部于16世纪至17世纪奥斯曼帝国的极盛期建筑。此后的几个世纪，尤其是在坦志麦特改革之后，奥斯曼建筑逐渐为欧式风格所取代，例如奴鲁奥斯玛尼耶清真寺。独立大街附近的区域修建了宏伟的欧洲各国使馆以及成排的新古典主义、新文艺复兴、新艺术建筑，而这些建筑也影响了贝伊奥卢的一系列其他建筑，例如教堂、商店、剧院以及诸如多尔玛巴赫切宫一类的政府建筑。

## 人口
| 伊斯坦布尔历史上的人口 |                   |      |              |
| 年份                   | 人口              | 年份 | 人口         |
| 330                    | 40,000            | 1914 | ▼ 909,978    |
| 400                    | ▲ 200,000-400,000 | 1927 | ▼ 680,857    |
| 530                    | ▲ 550,000         | 1935 | ▲ 741,148    |
| 545                    | ▼ 350,000         | 1940 | ▲ 793,949    |
| 715                    | ▼ 300,000         | 1945 | ▲ 860,558    |
| 950                    | ▲ 400,000         | 1950 | ▲ 983,041    |
| 1200                   | ▼ 250,000-300,000 | 1955 | ▲ 1,268,771  |
| 1453                   | ▼ 50,000          | 1960 | ▲ 1,466,535  |
| 1477                   | ▲ 70,000          | 1965 | ▲ 1,742,978  |
| 1566                   | ▲ 600,000         | 1970 | ▲ 2,132,407  |
| 1690                   | ▲ 750,000-800,000 | 1975 | ▲ 2,547,364  |
| 1817                   | ▼ 500,000         | 1980 | ▲ 2,772,708  |
| 1860                   | ▲ 715,000         | 1985 | ▲ 5,475,982  |
| 1885                   | ▲ 873,570         | 1990 | ▲ 6,629,431  |
| 1890                   | ▲ 874,000         | 2000 | ▲ 8,803,468  |
| 1897                   | ▲ 1,059,000       | 2007 | ▲ 11,372,613 |
| 1901                   | ▼ 942,900         | 2010 | ▲ 12,915,158 |

在伊斯坦布尔历史大多数时期，它已跻身为世界上最大的城市。到西元500年，君士坦丁堡（古称）人口介于40万人至50万人，略高于之前的罗马，成为当时世界上最大的城市，这一世界上聚居人数最多的区域的记录于13世纪被打破。在第四次十字军东征中君士坦丁堡受到劫掠和破坏，此后人口开始減少。米海爾八世於1261年取得君士坦丁堡重建東羅馬帝国時，其人口由8世纪时的50万下降至此时的3万5千，統治時期結束時回升至7万。1453年，鄂圖曼帝國土耳其人佔領這座城市時，大約有50,000人。自19世纪起它成为了欧洲的最大城市，超过了伦敦。
在1980年到2005年的25年中，伊斯坦堡的人口已经增长了超过三倍。伊斯坦布尔的人口中，大约有70%居住在欧洲部分，30%住在亚洲部分。由于土耳其东南部的高失业率，该地区的许多人迁移到伊斯坦布尔，在郊区安顿下来。抵达伊斯坦布尔的移民主要来自安纳托利亚东部，期望改善生活条件和就业，通常小有成功。这导致每年在城市郊区形成新的非法建造的木屋区（gecekondu），后来发展成为街区，并融入这座大都市中。
土耳其统计局估计在2013年12月31日，伊斯坦堡人口为14,160,467人，集聚了土耳其18.5％的人口，为土耳其最大城市。该市平均每年的人口增长率是3.45％，主要是由于人们从周边农村地区的涌入。伊斯坦布尔的人口密度为每平方公里2,593人，远远超过了土耳其的人口密度（每平方公里81人）。
在中世纪早期，伊斯坦堡是世界上最大的城市，在其大部分历史中，都是世界上最大、最重要的城市之一（除了東羅馬帝国崩溃、奥斯曼帝国之前的时期）。自古以来，其地缘政治重要性，吸引了来自欧洲，亚洲和非洲的各个民族群体。纵观其历史，希腊民族和土耳其民族吸收了历史上的这些民族群体。

### 宗教

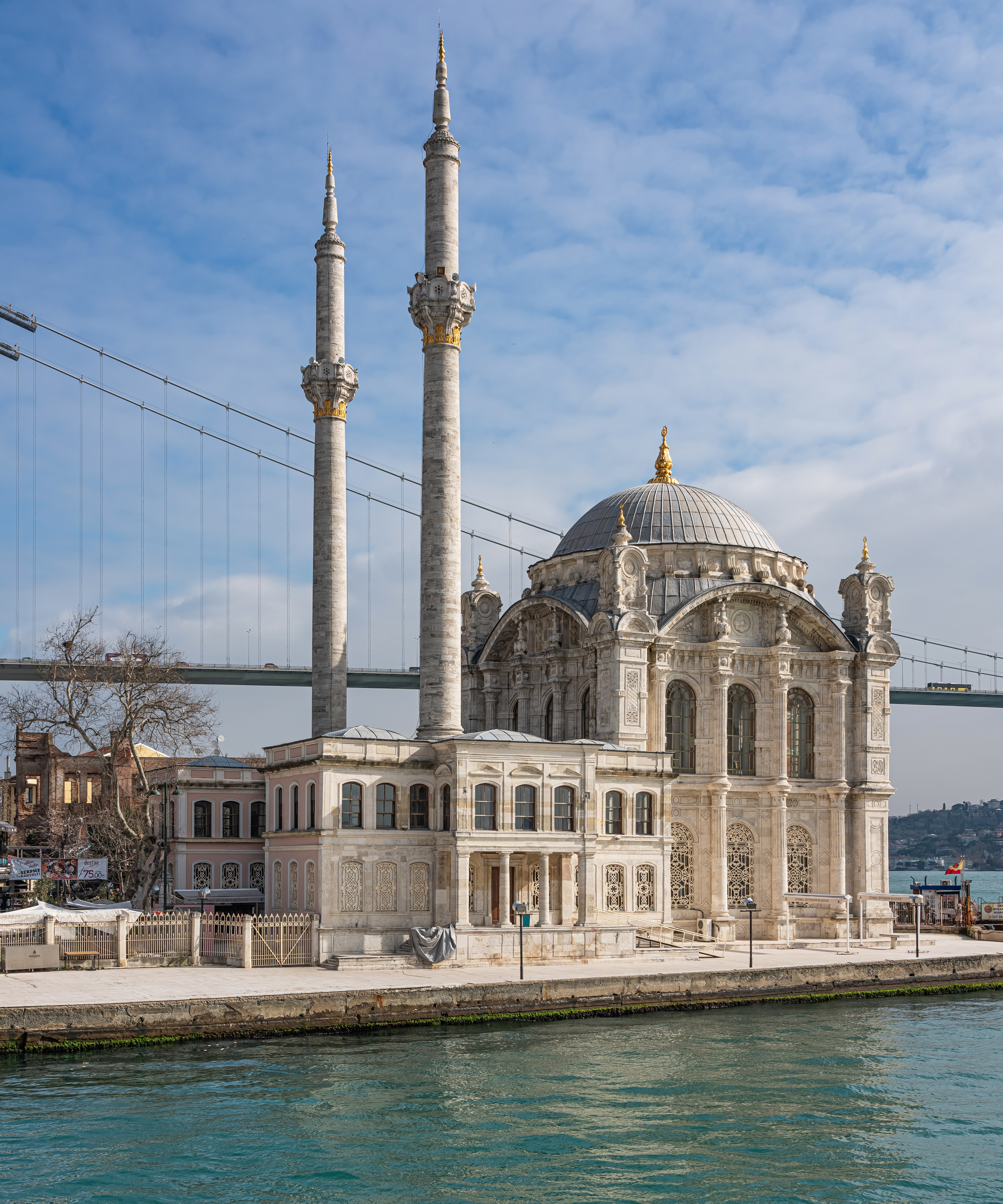
新巴洛克风格的奥塔科伊清真寺

伊斯坦堡的城市景观，是由许多宗教团体所共同塑造。最大的宗教团体是伊斯兰教。宗教少数群体包括希腊东正教徒、亚美尼亚正教徒、马龙派天主教徒和塞法迪犹太人。根据2000年人口普查，伊斯坦布尔共有2,691座开放的清真寺、123座开放的教堂和 26座开放的犹太会堂，以及109个穆斯林墓地和57个非穆斯林公墓。有些区过去曾经拥有数量可观的这些民族，例如库姆卡普区有相当多的亚美尼亚人；巴拉特区有相当多的犹太人；芬内尔区有相当多的希腊人；尼桑塔希区和贝伊奥卢区的一些街区拥有数量可观的黎巴嫩基督徒。但是目前只有极少数人还留在这些区，因为不是移民国外就是移居到其他区。在有些区，例如在库兹衮库克，一座亚美尼亚教堂与一座犹太会堂相邻，在路的另一边是一座希腊东正教教堂，旁边是一座清真寺。
穆斯林是目前伊斯坦堡最大的宗教团体。其中，逊尼派是人口最多的教派，但是也有许多当地的穆斯林属于阿列维派。2007年，在伊斯坦布尔有2,944座开放的清真寺。
自1517年起，伊斯坦布尔成为伊斯兰哈里发的驻地，直到1924年，哈里发的头衔被废除，其权力移交给土耳其国会。1925年9月2日，哈納卡和塔里卡被取缔，因为他们的活动被视为与土耳其共和国的政教分离和世俗教育制度不相容。此后，大部分蘇非主義和伊斯兰其他形式的神秘主义派别的活动改为秘密进行，其中一些教派仍然拥有众多的追随者。为了避免仍然有效的这些禁令，这些组织使用“文化协会”的名称。

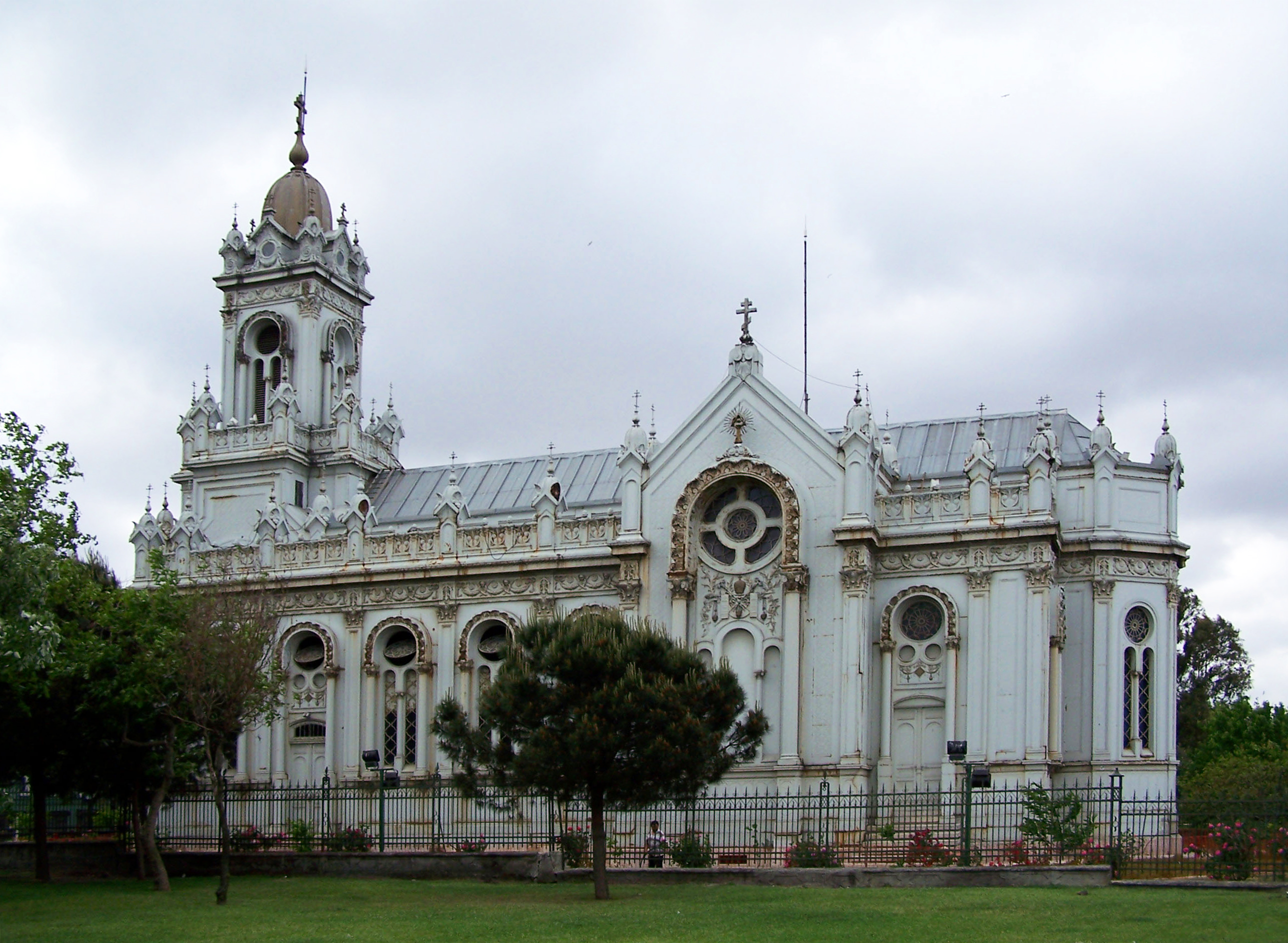
保加利亚圣斯德望堂

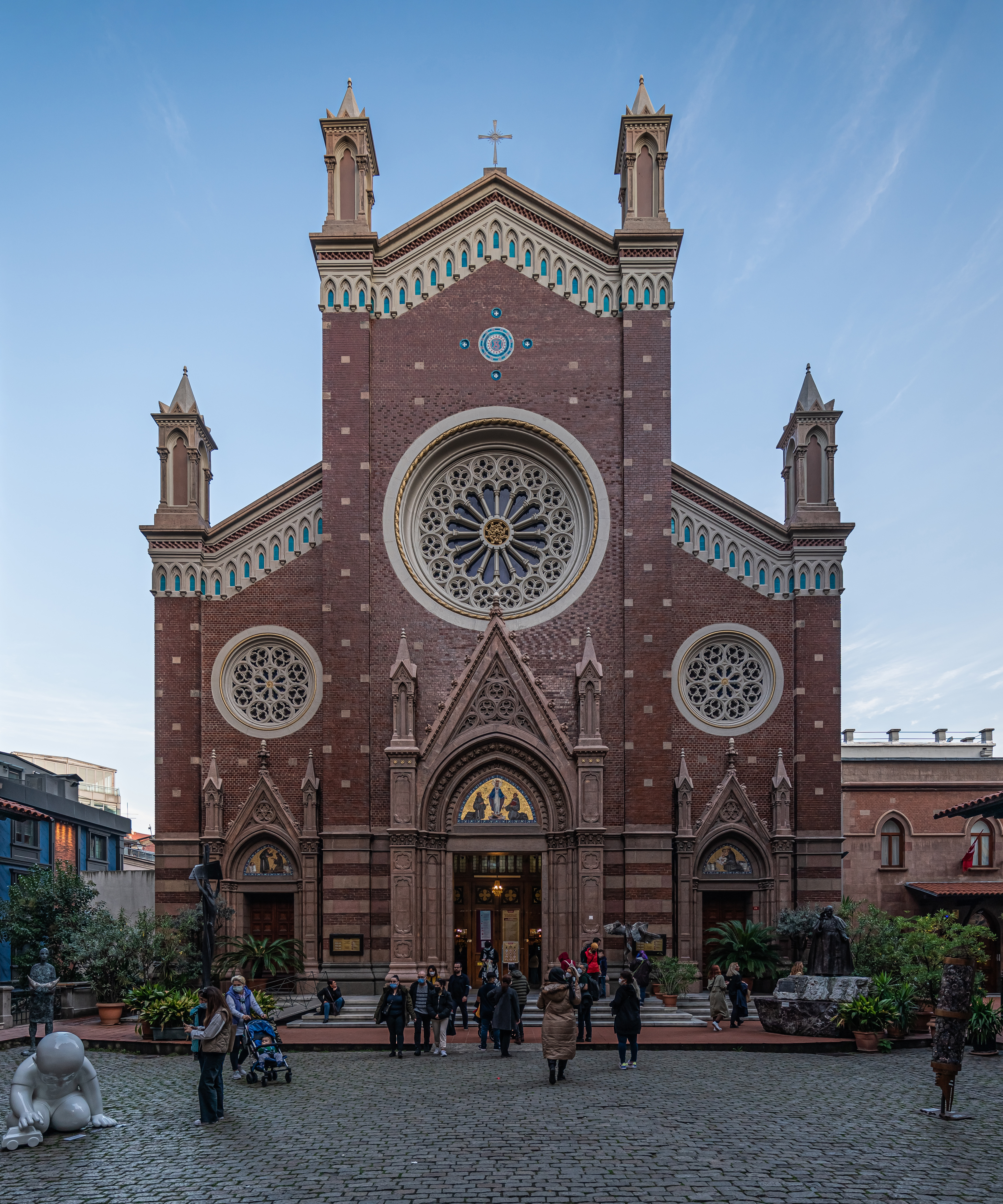
帕多瓦的圣安多尼圣殿 (伊斯坦布尔)

自西元4世纪起，该市就是希腊正教会的精神领袖君士坦丁堡普世牧首的驻地。目前的驻地为芬内尔区的圣乔治主教座堂。土耳其正教会和亚美尼亚使徒教会，各有一位宗主教驻在伊斯坦布尔。在保加利亚正教会的自主地位得到其他东正教教会的承认以前，其总部也设在伊斯坦布尔。土耳其大拉比也驻在伊斯坦布尔。许多地方反映进入伊斯坦布尔的不同团体，主要的有阿尔巴尼亚村（Arnavutköy）、波兰村（Polonezköy）和新波斯尼亚（Yenibosna）。
住在伊斯坦堡的基督徒，主要是希腊人和亚美尼亚人，已经发生了重大变化。在奥斯曼帝国崩溃过程中，这些非穆斯林的少数民族被土耳其人驱逐，民族宗教关系紧张开始于19世纪20年代，持续了一个世纪，在1912年到1922年的十年间（巴尔干战争、第一次世界大战和土耳其独立战争）达到顶峰。此后，伊斯坦堡的基督徒人口从1914年的45万下降至1927年的24万。今天，大部分留在土耳其的希腊人和亚美尼亚人等少数民族都居住在伊斯坦堡附近。今天在伊斯坦布尔的土著亚美尼亚人数量约为45,000人（不包括1991年以后从亚美尼亚来到土耳其的近4万劳工，大多在伊斯坦布尔）；而希腊人从1924年的15万人，下降到目前的仅有大约4000人。目前有6万伊斯坦布尔希腊人居住在希腊，但继续保留其土耳其国籍。
塞法迪犹太人已生活在这座城市超过500年。1492年，安达卢西亚的摩尔人王国灭亡后，西班牙宗教裁判所迫使他们改信基督教，于是他们逃离伊比利亚半岛。奥斯曼帝国苏丹巴耶济德二世（1481年至1512年）派遣凯末尔·雷斯率领一支庞大的舰队前往西班牙，解救塞法迪犹太人。20多万犹太人逃往丹吉尔、阿尔及尔、热那亚和马赛，后来去萨洛尼卡，最后到伊斯坦布尔。苏丹批准93,000名西班牙犹太人前往奥斯曼帝国避难。另一大批塞法迪犹太人来自西班牙控制的意大利南部。加拉塔的意大利犹太会堂（İtalyan Sinagogu）的成员主要是意大利犹太人的后代，伊斯坦布尔目前还有2万多名塞法迪犹太人。伊斯坦布尔大约有20个犹太会堂，其中最重要的是1951年成立的和平谷犹太会堂，位于贝伊奥卢区。

## 交通

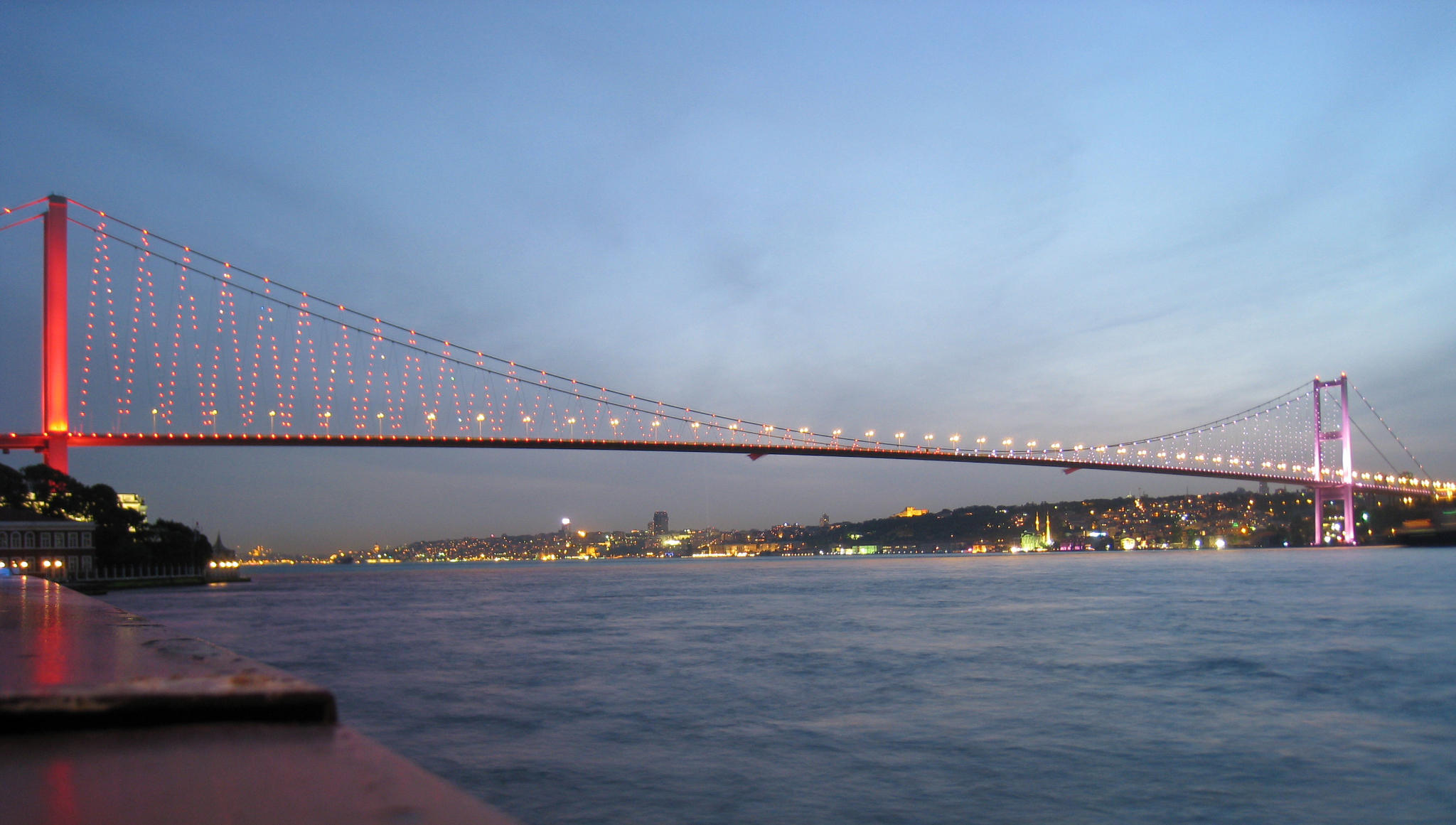
博斯普鲁斯海峡大桥

- 阿塔图克国际机场2019年4月6日起，所有本機場國際及國內所有航班轉移至伊斯坦堡新機場，本機場轉型提供貨運功能、訓練和舉辦航空展及VIP客機起降。
- 伊斯坦堡新机场
- 薩比哈·格克琴國際機場
- 博斯普鲁斯海峡大桥连接欧亞两洲，1973年建成，为第一座博斯普魯斯大橋。
- 穆罕默德二世大橋为第二座博斯普魯斯大橋。
- 亞武茲蘇丹塞利姆大橋於2016年建成，为第三座博斯普魯斯大橋。
- 歐亞隧道
- 马尔马拉铁路
- 伊斯坦堡地鐵
  - 1號線
  - 2號線
  - 3號線
  - 4號線
  - 5號線
  - 6號線
  - 11號線
- 土耳其高速鐵路

## 政治
在政治上，伊斯坦布爾被視為土耳其最重要的行政區。正義與發展黨及其前身政黨在1994年至2019年執政，埃爾多安在1994年首次當選市長。
2019年土耳其地方選舉，正義與發展黨的市長候選人、前總理比納利·耶爾德勒姆被反對黨候選人埃克雷姆·伊馬姆奧盧以微弱優勢擊敗。伊馬姆奧盧以48.77%得票率贏得了選票，而耶爾德勒姆的得票率為48.61%，但由於正義與發展黨聲稱選舉舞弊，選舉被最高選舉委員會有爭議地取消。在重新投票中，伊馬姆奧盧獲得了總票數的54.22%，並擴大了領先幅度。
在行政上，伊斯坦堡分為39個區，比土耳其的任何其他省都多。伊斯坦堡省向土耳其大國民議會派出98名議員，共有600個席位。為了議會選舉，伊斯坦堡分為三個選區；歐洲方面兩名，亞洲方面一名，分別選出28名、35名和35名國會議員。

## 經濟
伊斯坦堡除了是土耳其最大城市和前首都之外，还一直是土耳其经济生活的中心，因为它地处国际陆上和海上贸易路线的交界位置。伊斯坦堡也是土耳其最大的工业中心。它雇用土耳其大约20%的工业劳动者，贡献土耳其38％的工业区。伊斯坦布尔和周边省份生产棉花、水果、橄榄油、丝绸和烟草。食品加工、纺织品生产、石油产品、橡胶、金属制品、皮革、化工、医药、电子、玻璃、机械、汽车、运输车辆、纸及纸制品以及酒类饮品是本城里的主要工业产品。根据《福布斯》杂志，2008年3月，伊斯坦布尔共有35名亿万富翁，居世界第四位。

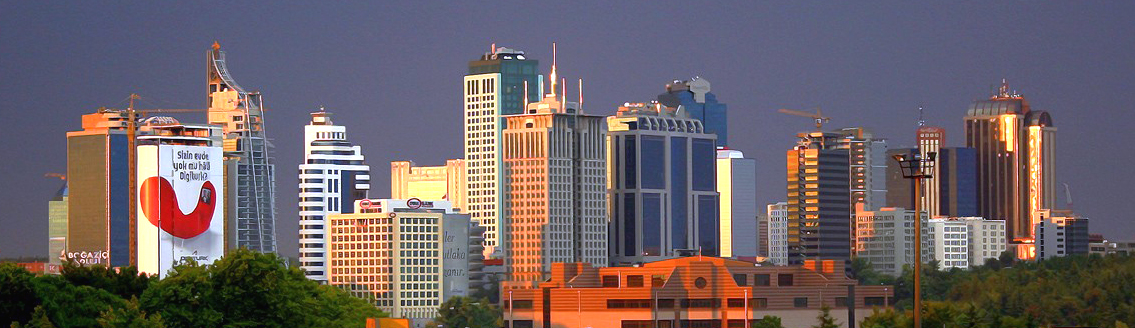
Maslak金融区

伊斯坦堡证券交易所（ISE）是土耳其唯一的证券市场，1866年成立时名为奥斯曼证券交易所（ Dersaadet Tahvilat Borsası ），在1986年初改组为目前的结构。在19世纪和20世纪初，加拉塔的银行街曾是奥斯曼帝国的金融中心，奥斯曼中央银行（1856年成立）和奥斯曼证券交易所（1866年）的总部都位于这里。银行街仍然是伊斯坦布尔的主要金融区，直到20世纪90年代，大多数土耳其银行开始将他们的总部迁往现代中央商务区Levent和Maslak。1995年，伊斯坦布尔证券交易所迁往位于İstinye区的大厦内。
今天，该市拥有土耳其55%的贸易额和45%的批发贸易，国民生产总值占该国的21.2%。伊斯坦堡贡献土耳其40％的税收。2005年，伊斯坦布尔市的国内生产总值为一千三百三十亿美元。2005年在伊斯坦布尔的公司出口总值为四百一十三亿九千七百万美元，进口值为 六百九十八亿八千三百万美元；分别占土耳其的56.6％和60.2％。
伊斯坦堡是土耳其最重要的旅游景点之一。该市有成千上万的酒店和其他旅游导向的产业，服务于度假者和来访的专业人士。2006年，共有23,148,669名游客到访土耳其，其中大部分人是通过伊斯坦布尔和安塔利亚的机场和海港进入土耳其。通过伊斯坦布尔的阿塔图尔克国际机场和萨比哈·格克琴国际机场进入土耳其的游客总数达到5,346,658人，比起2005年的4,849,353人又有上升。伊斯坦布尔也是世界上主要的会议目的地之一，是世界头号的国际组织一个越来越受欢迎的选择。

## 文化

### 文化古迹
伊斯坦堡有450座清真寺，伊斯兰教的谚语说“《古兰经》诞生在麦加，读者在埃及，珍藏在伊斯坦堡。”
一些主要的文化古迹：
- 托卡比皇宫
- 大巴扎
- 金角湾
- 圣索菲亚大教堂（Hagia Sophia）
- 独立大街（İstiklal Caddesi）
- 苏丹艾哈迈德清真寺（蓝色清真寺）

### 艺术活动

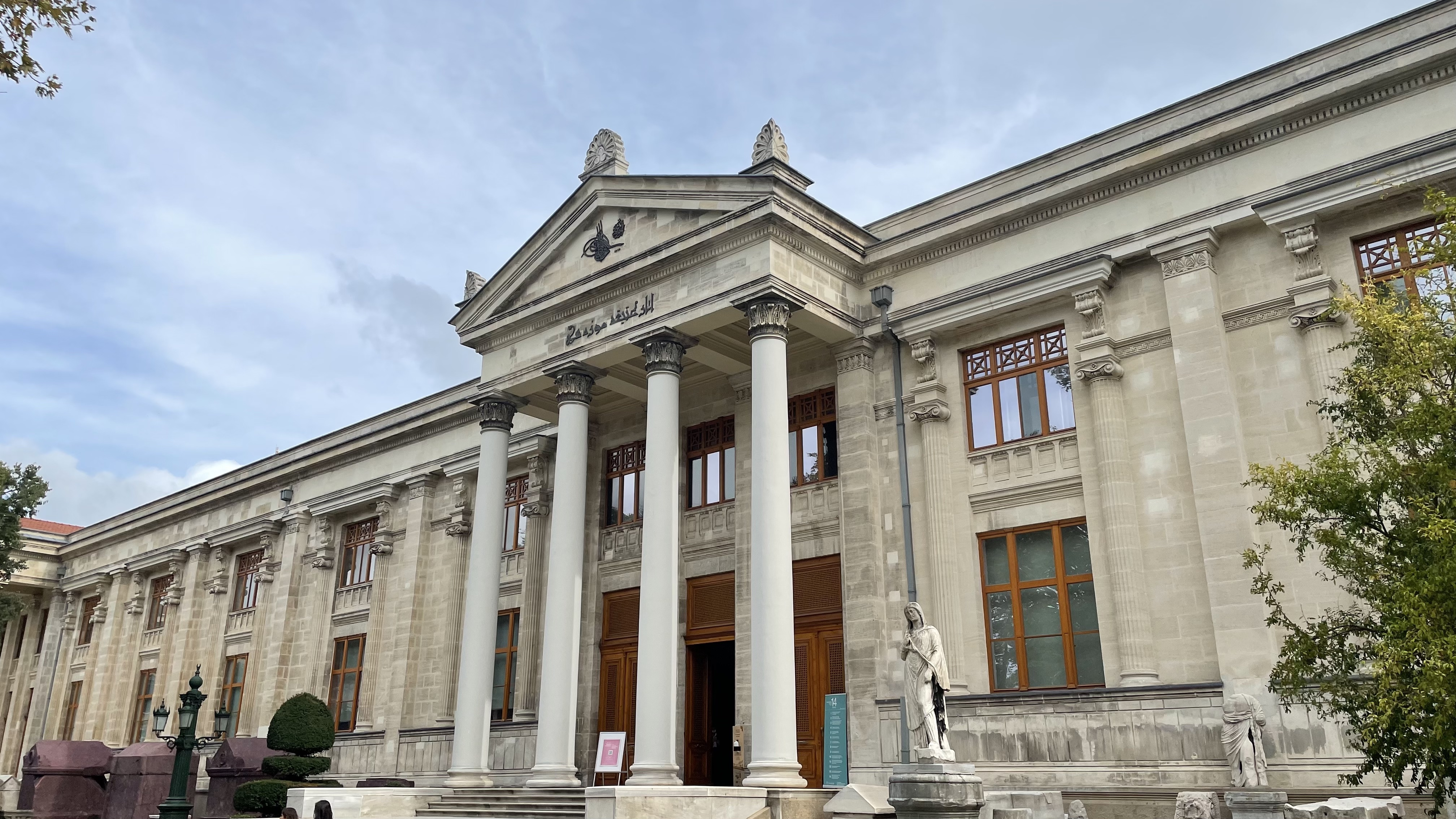
伊斯坦堡考古博物馆

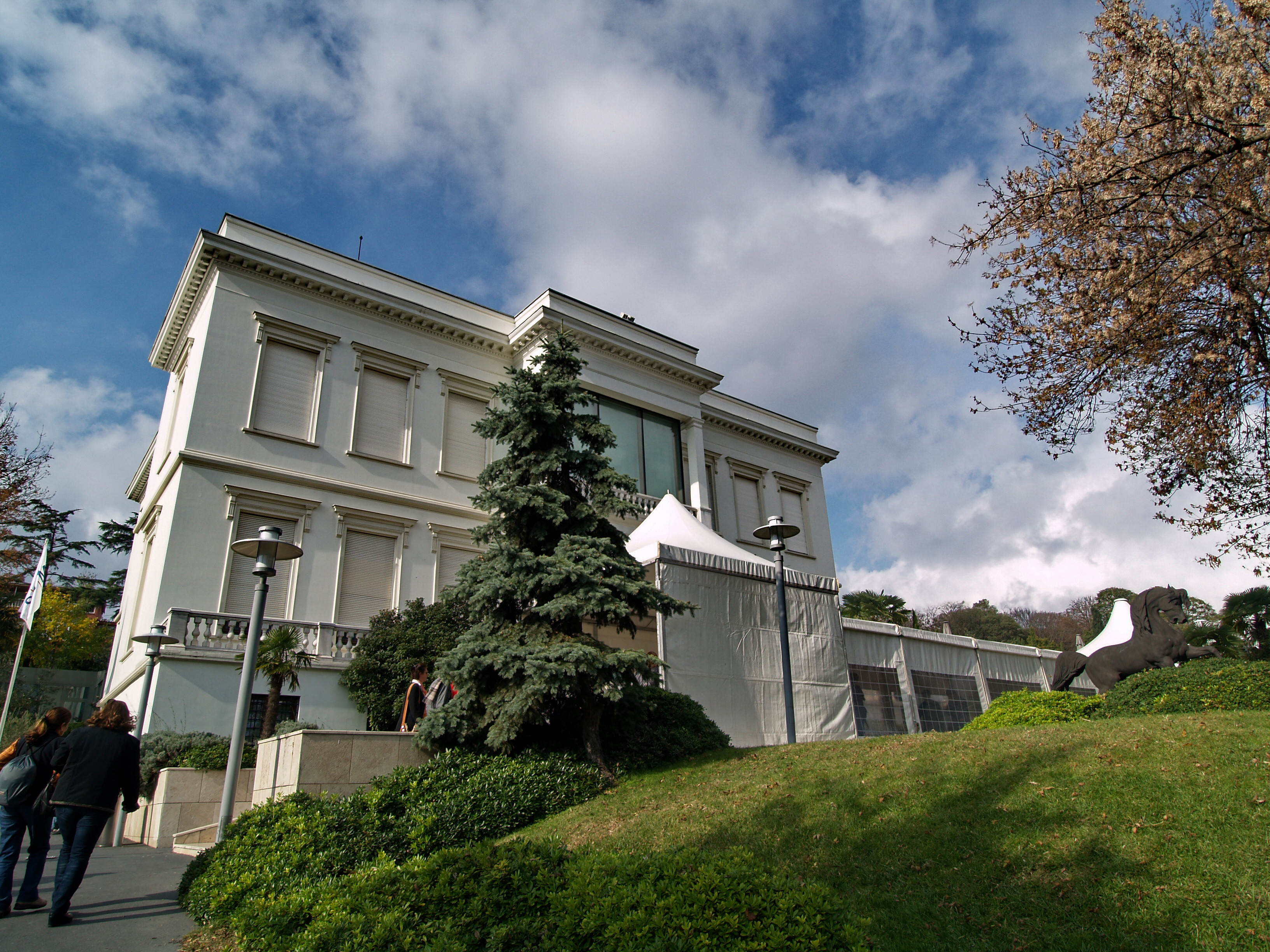
薩基普·薩班哲博物館

伊斯坦布尔在社会，文化和商业活动方面正在变得日益丰富多彩。世界著名的流行歌星充满了体育场馆，歌剧、芭蕾舞和戏剧活动终年不断。在节日期间，世界著名的交响乐团，合唱团演奏会，音乐会和爵士乐的传奇人物，经常来此表演。伊斯坦布尔国际电影节是欧洲最重要的电影节之一。伊斯坦布尔双年展是另一项艺术盛事。
伊斯坦堡每年举办音乐和歌剧节。它们是1930年代初土耳其政府引进弦乐和歌剧的教学和表演的政策的产物。该政策应用于在其祖国德国处于危险中的著名音乐理论家，演奏家，作曲家，其中包括保罗·欣德米特、卡尔·艾伯特等人。
伊斯坦堡现代艺术博物馆经常举办著名的土耳其和外国艺术家的展览，拥有令人印象深刻的现代艺术收藏品。佩拉博物馆和薩基普·薩班哲博物館举办世界著名艺术家的展览，是该市最重要的私人博物馆。Doğançay博物馆是土耳其的第一个当代艺术博物馆，几乎完全致力于其创始人Burhan Doğançay的作品。位于金角湾的拉赫米·考契博物馆是一个工业博物馆，展出19世纪和20世纪初古老的工业设备，如汽车、船只、潜艇、飞机和其他类似的过去时代的老式机器。

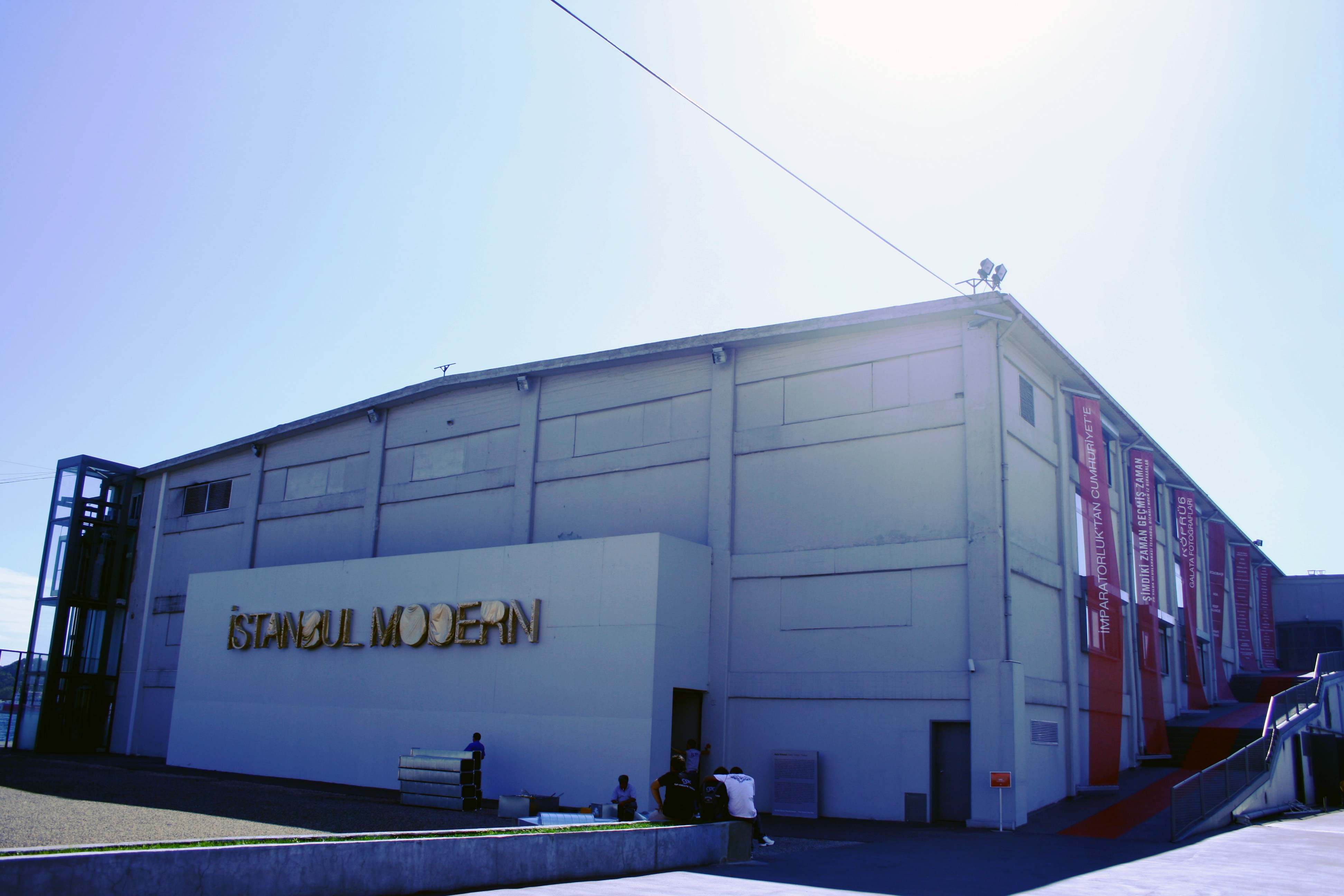
伊斯坦布尔现代艺术博物馆

- 伊斯坦布尔考古博物馆于1881年成立，毗邻托卡比皇宫，是世界上最大的同类博物馆之一。该博物馆包括100多万件来自地中海盆地、巴尔干，中东，北非和中亚的考古文物。大皇宫镶嵌画博物馆（英语：Great Palace Mosaic Museum）展出罗马帝国晚期和東羅馬帝国早期的镶嵌画，以及君士坦丁堡大皇宫的墙壁装饰。附近的土耳其和伊斯兰艺术博物馆（英语：Turkish and Islamic Arts Museum）展出大量来自各种伊斯兰文明的物品。Sadberk Hanım博物馆（英语：Sadberk Hanım Museum）展出从最早的安纳托利亚文明直到奥斯曼帝国的各种文物[148]。

有时，在11月，耶尔德兹宫的军械库厅（Silahhane）举办“伊斯坦堡古董展”，汇集了来自东方和西方的罕见展品。希什利区的多层的Mecidiyeköy古董市场（Mecidiyeköy Antikacılar Çarşısı）是该市最大的古董市场，而贝伊奥卢区的Çukurcuma街区，沿街有成排的古董商店。大巴扎由苏丹穆罕默德二世下令，兴建于1455年至1461年，拥有许多古玩店，以及销售珠宝，地毯和其他艺术品和手工业品的商店。历史和稀有书籍在巴耶济德广场附近的Sahaflar Çarşısı出售，这是世界上最古老的图书市场之一，自从罗马后期，東羅馬和奥斯曼时期以来，一直连续在同一地点经营。
现场表演和音乐会，在多处地点举行，其中包括一些历史古迹，例如神圣和平教堂、如梅利堡垒、耶迪库勒堡垒、托卡比皇宫的庭院和古尔哈尼公园；以及阿塔图尔克文化中心、杰玛勒·惹西特·瑞音乐厅，以及其他露天与现代剧场。

### 土耳其浴

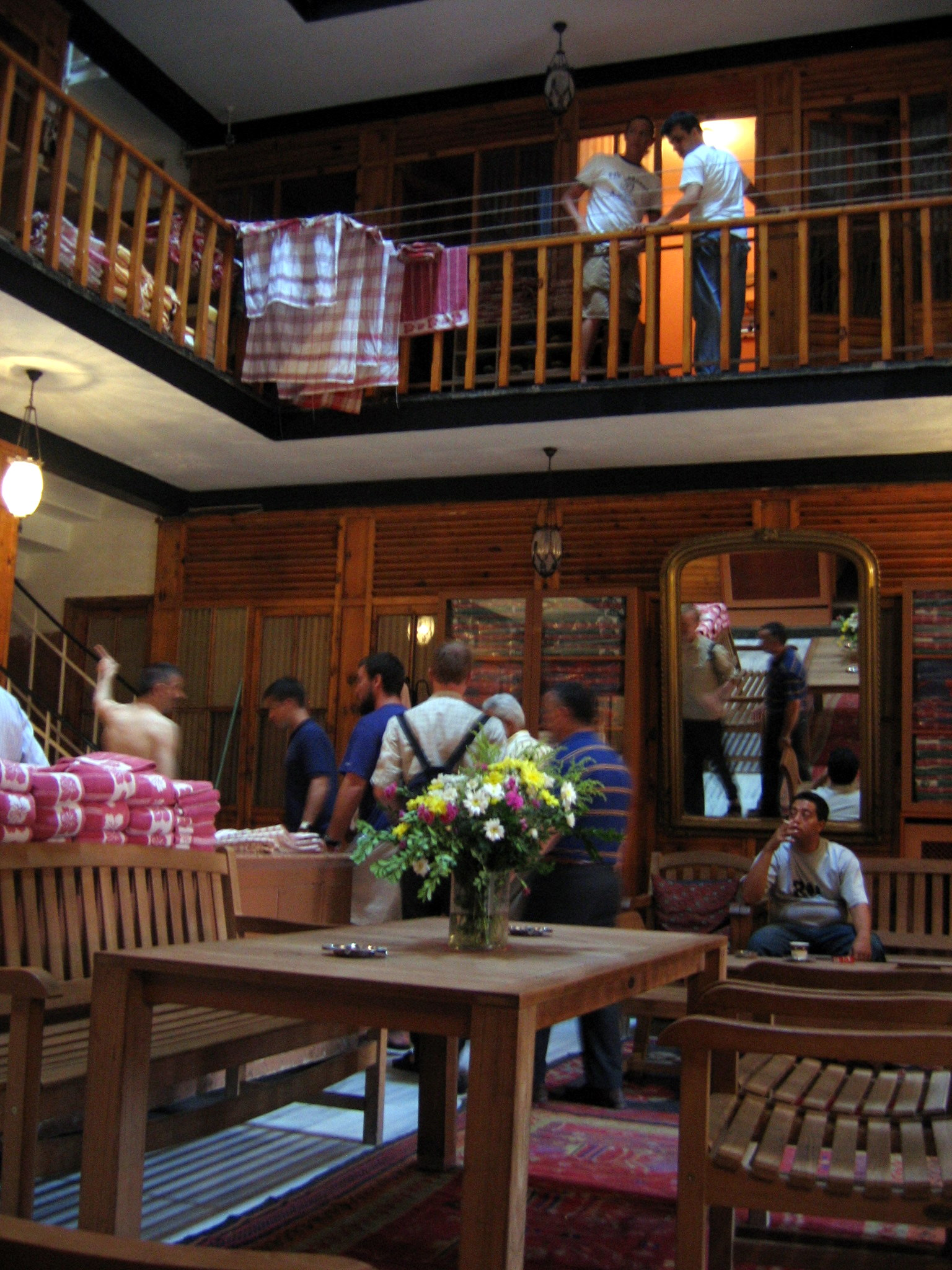
伊斯坦堡一个土耳其浴室内部

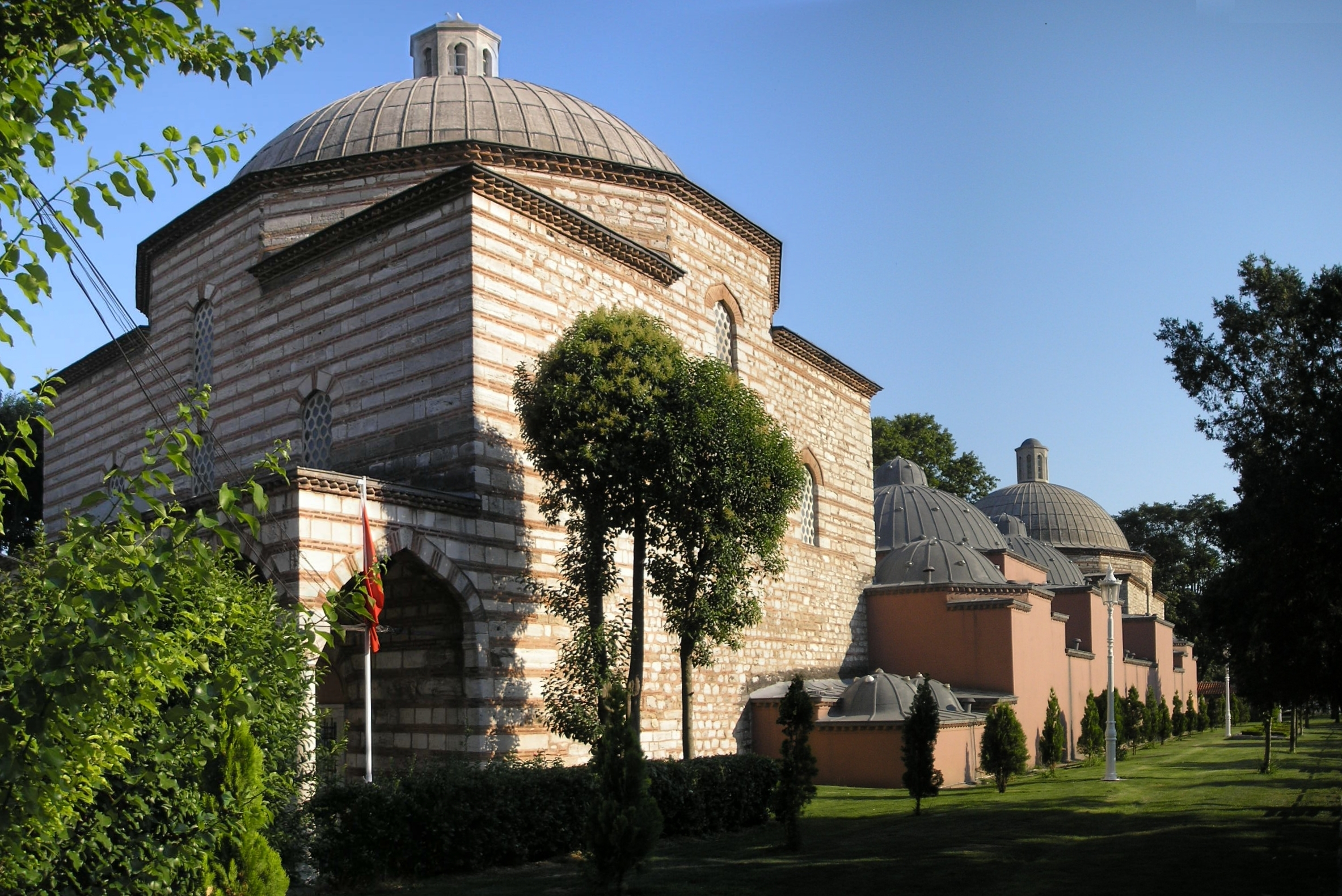
由科查·米馬爾·希南设计的许蕾姆苏丹公共浴场

土耳其自古以來很盛行泡澡文化，特殊的沐浴文化已經是土耳其傳統的重要一環，通常男女可共浴，不過保守的土耳其東部也有部分宗教氣氛濃厚的區域有明文規定男女需分開浴室
以下為傳統土耳其浴 （lang-tr|Türk banyosu）的步驟:
1.脫衣服（soyunmak）(土耳其的浴室規定得裸浴,不得著泳衣亦不得攜帶毛巾)
2.巴耶多姆（Baryaz Doğum） : 土耳其當地的葉子，巴耶多姆是用葉子敷皮膚的意思
3.卡宋圖克里斯（Kasong tukulesi） : 用特殊藥草調製的天然浴，土耳其人非常注重養生
4.西波登（Synbourdon） : 入浴的動作
5.茲列伊德（Zilieyide） : 將巴耶多姆葉浸入浴池的動作
6.贊默別勒（Zammer Biele） : 將葉子揉碎並均勻散入浴池，增添香氣
7.阿默耶 伊斯塔爾加（Ameje Istarga） : 泡完澡的蒸氣過程，十五分鐘左右
8.亞頓 迪魯基科（Eton derukikur） : 擦上土耳其特調的精油並穿上衣服

## 公共設施
伊斯坦堡的第一個供水系統可以追溯到該市的早期歷史，當時渡槽（如瓦倫斯渡槽）將水存入該市的眾多蓄水池中。在蘇萊曼大帝的授意下，建造了克爾克切什梅供水網絡；到1563年，該網絡每天為158個站點提供4,200立方米（150,000立方英尺）的水。在後來的幾年裡，為了應對日益增長的公眾需求，來自各種泉水的水通過供應線被引導到公共噴泉，如艾哈邁德三世噴泉。今天，伊斯坦布爾擁有由伊斯坦布爾供水和污水管理局（İstanbulSuveKanalizasyonİdaresi,İSKİ）管理的氯化和過濾供水系統和污水處理系統。
Silahtarağa發電站，現在是SantralIstanbul藝術博物館，是1914年至1952年間伊斯坦布爾的唯一電力來源。
Silahtarağa發電站是金角灣沿岸的一座燃煤發電廠，從1914年第一間機房完工到1952年，它是伊斯坦布爾唯一的電力來源。土耳其共和國成立後，該工廠進行了翻修，以適應城市不斷增長的需求；其容量從1923年的23兆瓦增加到1956年的120兆瓦的峰值。容量下降，直到發電站達到其經濟壽命並於1983年關閉。國營的土耳其電力局（TEK）在1970年至1984年成立期間曾短暫壟斷電力的生產和分配，但現在是該機構——因為土耳其電力傳輸公司（TEAŞ）和土耳其配電公司（TEDAŞ）—與私營電力公司競爭。
鄂圖曼郵電部成立於1840年，第一個郵局——帝國郵局在耶尼清真寺的院子附近開設。到1876年，伊斯坦布爾和鄂圖曼帝國以外地區之間的第一個國際郵件網絡已經建立。蘇丹阿卜杜勒梅西德一世於1847年向塞繆爾·莫爾斯頒發了他的第一個官方電報榮譽，第一條電報線路的建設——伊斯坦布爾和埃迪爾內之間——及時完成，宣布1856年克里米亞戰爭結束。
1881年，伊斯坦布爾開始出現一個新興的電話系統，1909年第一台人工電話交換機在伊斯坦布爾投入使用後，郵電部成為郵政、電報和電話部。GSM蜂窩網絡於1994年抵達土耳其，伊斯坦布爾是首批接受該服務的城市之一。今天，移動和固定電話服務由私營公司提供，在1995年從郵政、電報和電話部分離出來的土耳其電信於2005年私有化之後。郵政服務仍然在現在的郵政和電報組織（保留首字母縮寫詞PTT）的職權範圍內。
2000年，伊斯坦布爾有137家醫院，其中100家是私立的。土耳其公民有權在該國的國營醫院享受有補貼的醫療保健。由於公立醫院往往人滿為患或以其他方式運行緩慢，私立醫院更適合那些負擔得起的人。在過去十年中，他們的患病率顯著增加，因為在2005年至2009年期間，使用私立醫院的門診患者比例從6%增加到23%。其中許多私立醫院以及一些公立醫院，配備高科技設備，包括MRI機器，或與醫學研究中心相關聯。土耳其獲得美國聯合委員會認可的醫院比世界上任何其他國家都多，其中大部分集中在其大城市。高質量的醫療保健，尤其是在私立醫院，促成了近期土耳其醫療旅遊的激增（2007年至2008年間增長了40%）。激光眼科手術在醫療遊客中尤為常見，因為土耳其以專門從事該手術而聞名。

## 友好城市
| - 阿拉木图 - 约旦安曼 - 巴库 - 西班牙巴塞罗那 - 德国柏林 - 阿根廷布宜诺斯艾利斯 - 釜山 - 埃及开罗 - 吉大港 - 德国科隆 - 羅馬尼亞康斯坦察 - 阿联酋迪拜 - 阿尔巴尼亚都拉斯 - 義大利佛罗伦萨 - 香港 |  | - 古巴哈瓦那 - 美国休斯敦 - 印度尼西亞雅加达 - 沙烏地阿拉伯吉达 - 马来西亚新山 - 阿富汗喀布尔 - 俄羅斯喀山 - 苏丹喀土穆 - 巴基斯坦拉合尔 - 马雷 - 乌克兰敖德萨 - 奥什 - 保加利亚普罗夫迪夫 - 匈牙利布达佩斯 - 摩洛哥拉巴特 |  | - 巴西里约热内卢 - 萨拉热窝 - 撒马尔罕 - 中华人民共和国上海 - 日本下关 - 北馬其頓斯科普里 - 俄羅斯圣彼得堡 - 瑞典斯德哥尔摩 - 法國斯特拉斯堡 - 第比利斯 - 伊朗德黑兰 - 義大利威尼斯 - 波蘭华沙 - 中华人民共和国西安 - 中華民國台北市 |

### 引用
1. 1 2 3 4 5  Room 2006，第177頁
2. 1 2 3  . 土耳其统计局. 2014-12-31  [2015-01-29].
3. 1 2 3  WCTR Society; Unʼyu Seisaku Kenkyū Kikō 2004，第281頁
4. ↑  Mossberger, Clarke & John 2012，第145頁
5. ↑  . Incirlik Air Base. 2022-12-06  [2024-06-20] （美国英语）.
6. ↑  Çelik 1993，第xv頁
7. 1 2  Masters & Ágoston 2009，第114–5頁
8. ↑  Dumper & Stanley 2007，第320頁
9. ↑  Turan 2010，第224頁
10. ↑  . Istanbul 2010: European Capital of Culture. Istanbul Metropolitan Municipality. 2008  [2012-03-27]. （原始内容存档于2011-07-23）.
11. ↑  Hedrick-Wong, Yuwa.  (PDF). MasterCard. 2012  [2013-05-05]. （原始内容存档 (PDF)于2021-02-08）.
12. ↑  . Globalization and World Cities (GaWC) Study Group and Network. Loughborough University.   [2012-05-08]. （原始内容存档于2011-09-24）.
13. ↑  Berube, Alan. . Brookings Institution blog “The Avenue”. 2010-12-01  [2013-04-14]. （原始内容存档于2016-03-04）.
14. ↑   (PDF). Policy Briefs. The Organisation for Economic Co-operation and Development. March 2008  [2012-08-20]. （原始内容 (PDF)存档于2012-12-07）.
15. ↑  . The International Olympic Committee. 2012-05-24  [2012-06-18]. （原始内容存档于2013-10-11）.
16. ↑  Herodotus Histories 4.144, translated in De Sélincourt 2003，第288頁
17. 1 2  Isaac 1986，第199頁
18. ↑  Roebuck 1959，第119頁，亦在Isaac 1986，第199頁中提及
19. ↑  Lister 1979，第35頁
20. 1 2  Freely 1996，第10頁
21. ↑  Georgacas 1947，第352ff.頁
22. ↑  Gregory 2010，第62–3頁
23. ↑  Necipoğlu 2010，第262頁
24. 1 2  Masters & Ágoston 2009，第286頁
25. ↑  Masters & Ágoston 2009，第226–7頁
26. ↑  Finkel 2005，第57, 383頁
27. ↑  Necdet Sakaoğlu (1993/94a): "İstanbul'un adları" ["The names of Istanbul"]. In: Dünden bugüne İstanbul ansiklopedisi, ed. Türkiye Kültür Bakanlığı, Istanbul.
28. ↑  Göksel & Kerslake 2005，第27頁
29. ↑  Room 2006，第177–8頁
30. ↑  Göktürk, Soysal & Türeli 2010，第7頁
31. ↑  Keyder 1999，第95頁
32. ↑  A.C. Barbier de Meynard (1881): Dictionnaire Turc-Français. Paris: Ernest Leroux.
33. ↑  伊斯坦布爾 vs. 君士坦丁堡：為什麼這兩個詞都是希臘語—Greek Reporter
34. ↑  Rainsford, Sarah. . BBC. 2009-01-10  [2010-04-21]. （原始内容存档于2013-09-02）.
35. ↑  Oya Algan, M. Namık Yalçın, Mehmet Özdoğan, Yücel Yılmaz, Erol Sarı, Elmas Kırcı-Elmas, İsak Yılmaz, Özlem Bulkan, Demet Ongan, Cem Gazioğlu, Atike Nazik, Mehmet Ali Polat, Engin Meriç. . Quaternary Research. 2011/07, 76 (1): 30–45  [2018-04-02]. ISSN 0033-5894. doi:10.1016/j.yqres.2011.04.002. （原始内容存档于2020-11-28） （英语）.
36. ↑  Düring 2010，第181–2頁
37. ↑  Bloom & Blair 2009，第1頁
38. ↑  Çelik 1993，第11頁
39. ↑  De Souza 2003，第88頁
40. ↑  Freely 1996，第20頁
41. ↑  Freely 1996，第22頁
42. ↑  Grant 1996，第8–10頁
43. ↑  Limberis 1994，第11–2頁
44. ↑  Barnes 1981，第77頁
45. ↑  Barnes 1981，第212頁
46. 1 2  Barnes 1981，第222頁
47. 1 2 3  Gregory 2010，第63頁
48. 1 2  Klimczuk & Warner 2009，第171頁
49. ↑  Dash, Mike. . Smithsonian Magazine. The Smithsonian Institution. 2012-03-02  [2012-07-30]. （原始内容存档于2012-08-05）.
50. ↑  Dahmus 1995，第117頁
51. ↑  Cantor 1994，第226頁
52. ↑  Morris 2010，第109–18頁
53. ↑  Gregory 2010，第324–9頁
54. ↑  Gregory 2010，第330–3頁
55. ↑  Gregory 2010，第340頁
56. ↑  Gregory 2010，第341–2頁
57. ↑  Reinert 2002，第258–60頁
58. ↑  Baynes 1949，第47頁
59. ↑  Gregory 2010，第394–9頁
60. ↑  Béhar 1999，第38頁[需要完整来源]; Bideleux & Jeffries 1998，第71頁[需要完整来源].
61. ↑  Holt, Lambton & Lewis 1977，第306–7頁
62. 1 2  Holt, Lambton & Lewis 1977，第307頁
63. ↑  Tarasov & Milner-Gulland 2004，第121頁[需要完整来源]; El-Cheikh 2004，第22頁[需要完整来源].
64. ↑  Holt, Lambton & Lewis 1977，第735–6頁
65. ↑  Chandler, Tertius; Fox, Gerald. . London: Academic Press. 1974. ISBN 978-0-12-785109-9.
66. ↑  Shaw & Shaw 1977，第4–6, 55頁
67. ↑  Çelik 1993，第87–9頁
68. ↑  Harter 2005，第251頁
69. ↑  Shaw & Shaw 1977，第230, 287, 306頁
70. ↑  Çelik 1993，第31頁
71. ↑  Landau 1984，第50頁
72. ↑  Dumper & Stanley 2007，第39頁
73. ↑  Keyder 1999，第11–2, 34–6頁
74. ↑  Efe & Cürebal 2011，第718–9頁
75. ↑  . Istanbul Metropolitan Municipality.   [2011-12-21]. （原始内容存档于2017-07-18）.
76. ↑  . Istanbul Metropolitan Municipality.   [2011-12-21]. （原始内容存档于2017-07-01）.
77. ↑   [Istanbul Province and District Area Information]. Istanbul Metropolitan Municipality.   [2010-06-20]. （原始内容存档于2016-05-27） （土耳其语）.
78. ↑  . Istanbul Metropolitan Municipality.   [2011-12-21]. （原始内容存档于2011-07-21）.
79. ↑  . Governorship of Istanbul.   [2010-06-13]. （原始内容存档于2009-05-17）.
80. 1 2  . Republic of Turkey Ministry of Culture and Tourism.   [2012-06-19]. （原始内容存档于2016-03-23）.
81. ↑  Revkin, Andrew C. . The New York Times. 2010-02-24  [2010-06-13]. （原始内容存档于2011-07-22）.
82. ↑  Parsons, Tom; Toda, Shinji; Stein, Ross S.; Barka, Aykut; Dieterich, James H. . Science (Washington, D.C.: The American Association for the Advancement of Science). 2000, 288 (5466): 661–5. Bibcode:2000Sci...288..661P. ISSN 0036-8075. PMID 10784447. doi:10.1126/science.288.5466.661.
83. ↑  Traynor, Ian. . The Guardian (UK). 2006-12-09  [2010-06-13]. （原始内容存档于2008-12-01）.
84. ↑  Kottek, Markus; Grieser, Jürgen; Beck, Christoph; Rudolf, Bruno; Rube, Franz.  (PDF). Meteorologische Zeitschrift. June 2006, 15 (3): 259–263  [2013-03-29]. Bibcode:2006MetZe..15..259K. doi:10.1127/0941-2948/2006/0130. （原始内容存档 (PDF)于2019-04-12）.
85. ↑  Peel, M. C.; Finlayson, B. L.; McMahon, T. A.  (PDF). Hydrology and Earth System Sciences. 2007, 4 (2): 439–473  [2013-03-29]. doi:10.5194/hessd-4-439-2007. （原始内容存档 (PDF)于2019-08-28）.
86. ↑  . Turkish State Meteorological Service.   [2012-07-06]. （原始内容存档于2012-05-16） （土耳其语）.
87. 1 2  Efe & Cürebal 2011，第716–7頁
88. ↑  .   [2015-04-27]. （原始内容存档于2016-03-04）.
89. ↑  .   [2015-04-27]. （原始内容存档于2018-05-27）.
90. 1 2  . World Weather. BBC Weather Centre.   [2012-10-15]. （原始内容存档于2021-01-25）.
91. ↑  . Turkish Daily News. 2005-01-14  [2012-10-15]. （原始内容存档于2017-10-18）.
92. ↑  . Today's Zaman. 2009-11-23  [2012-10-15]. （原始内容存档于2013-11-04）.
93. ↑  . Today's Zaman. 2010-11-06  [2012-10-15]. （原始内容存档于2013-11-04）.
94. 1 2  Pelit, Attila. . TimeOut Istanbul.   [2011-12-19]. （原始内容存档于2011-12-14）.
95. 1 2 3 4   [Official Statistics (Statistical Data of Provinces and Districts) - Istanbul]. Turkish State Meteorological Service.   [2013-04-29]. （原始内容存档于2013-11-03） （土耳其语）.
96. ↑  Quantic 2008，第155頁
97. ↑  Kindap, Tayfin. . Natural Hazards. 2010-01-19, 54 (3): 703–23  [2012-10-15]. ISSN 1573-0840. doi:10.1007/s11069-009-9496-7.[永久]
98. ↑  . Turkish Daily News. 2009-10-17  [2012-10-15]. （原始内容存档于2017-10-18）.
99. 1 2   [Annual Total Participation Data: Istanbul, Turkey]. Turkish State Meteorological Service.   [2012-07-06]. （原始内容存档于2020-05-05） （土耳其语）.
100. ↑   [Extreme Values Measured in Istanbul Regional Directorate] (PDF). Turkish State Meteorological Service.   [2010-07-27]. （原始内容 (PDF)存档于2011-05-24） （土耳其语）.
101. ↑  Tayanç, Mete; Karaca, Mehmet; Dalfes, H. Nüzhet. . Monthly Weather Review (American Meteorological Society). 1998, 126 (11): 3036  [2010-07-27]. Bibcode:1998MWRv..126.3036T. doi:10.1175/1520-0493(1998)126<3036:MCBOTE>2.0.CO;2. （原始内容存档于2019-05-06）.
102. ↑   [Official Statistics (Statistical Data of Provinces and Districts) - Istanbul]. Turkish State Meteorological Service.   [2014年12月3日]. （原始内容存档于2013年11月3日） （土耳其语）.
103. ↑   (PDF).   [2015-04-27]. （原始内容 (PDF)存档于2017-10-18）.
104. ↑   (PDF).   [2015-04-27]. （原始内容 (PDF)存档于2017-10-18）.
105. ↑  Çelik 1993，第70, 169頁
106. ↑  Çelik 1993，第127頁
107. ↑  . FIFA.   [2012-04-08]. （原始内容存档于2015-07-12）.
108. ↑  Moonan, Wendy. . The New York Times. 1999-10-29  [2012-07-04]. （原始内容存档于2021-02-08）.
109. ↑  Oxford Business Group 2009，第105頁
110. ↑  Karpat 1976，第78–96頁
111. ↑  Yavuz, Ercan. . Today's Zaman. 2009-06-08  [2011-12-20]. （原始内容存档于2012-01-20）.
112. ↑  Rowland Atkinson; Gary Bridge. . Routledge. 2005: 123–  [2013-05-06]. ISBN 978-0-415-32951-4. （原始内容存档于2020-12-24）.
113. ↑  Jessica Bourque. . The New York Times. 2012-07-04  [2013-05-06]. （原始内容存档于2020-11-01）.
114. ↑  Robert Tait. . The Guardian. 2008-07-22  [2013-05-06]. （原始内容存档于2012-05-08）.
115. ↑  TTG China. .   [2018-07-30]. （原始内容存档于2021-02-08）.
116. ↑  . Hurriyet Daily News. 2013-02-22  [2013-05-06]. （原始内容存档于2017-10-18）.
117. ↑  Boyar & Fleet 2010，第247頁
118. ↑  Taylor 2007，第241頁
119. ↑  . Republic of Turkey Ministry of Culture and Tourism.   [2012-04-29]. （原始内容存档于2010-11-19）.
120. ↑  Time Out Guides 2010，第212頁
121. ↑  "Continuity and Change in Nineteenth-Century Istanbul: Sultan Abdulaziz and the Beylerbeyi Palace", Filiz Yenisehirlioglu, Islamic Art in the 19th Century: Tradition, Innovation, And Eclecticism, 65.
122. 1 2  Chamber of Architects of Turkey 2006，第80, 118頁
123. ↑  Chamber of Architects of Turkey 2006，第176頁
124. ↑  Freely 2000，第283頁
125. ↑  Necipoğlu 1991，第180, 136–137頁
126. ↑  Çelik 1993，第159頁
127. ↑  Çelik 1993，第133–34, 141頁
128. ↑  Morris 2010，第113頁
129. ↑  D. Nicolle, Constantinople 1453: The end of Byzantium, 32.
130. ↑  Chandler 1987，第463–505頁
131. ↑  . Urban Green Environment.   [2015-07-05]. （原始内容存档于2012-01-17） （土耳其语）.
132. ↑  . W9.gazetevatan.com.   [2009-06-06]. （原始内容存档于2009-02-11）.
133. ↑  Globalization, Cosmopolitanism, and the Dönme in Ottoman Salonica and Turkish Istanbul （页面存档备份，存于）. Marc Baer, University of California, Irvine.
134. 1 2 3  . Today's Zaman. 2008-12-15  [2008-12-15]. （原始内容存档于2010-05-01）.
135. ↑  . The Economist. 2006-11-16  [2009-05-28]. （原始内容存档于2009-12-13）.
136. ↑  Gilson, George. Destroying a minority: Turkey’s attack on the Greeks （页面存档备份，存于）, book review of (Vryonis 2005), Athens News, 24 June 2005.
137. ↑  Jenkins, Gareth. . London: The Sunday Times. 2008-03-09  [2009-06-18]. （原始内容存档于2011-10-10）.
138. ↑  . Imkb.gov.tr.   [2009-07-14]. （原始内容存档于2012-02-25）.
139. ↑  . Obarsiv.com.   [2009-07-14]. （原始内容存档于2012-06-14）.
140. 1 2  . Ottoman Bank Museum.   [2009-06-18]. （原始内容存档于2009-05-18）.
141. ↑  . Imkb.gov.tr. 2000-07-31  [2009-07-14]. （原始内容存档于2012-02-25）.
142. ↑   (PDF).   [2011-01-20]. （原始内容存档 (PDF)于2008-05-27）.
143. ↑  .   [2011-01-20]. （原始内容存档于2008-06-17）.
144. ↑  . Hurriyet.com.tr.   [2009-05-28]. （原始内容存档于2015-09-24）.
145. ↑  . Sabah.   [2009-05-28]. （原始内容存档于2008-02-26）.
146. ↑  . Reed Exhibitions Limited (member of the Association of Event Organisers (AEO)).   [2006-03-11]. （原始内容存档于2007-09-29）.
147. ↑  Istanbul Film Festival history （页面存档备份，存于）, retrieved 10 June 2009
148. ↑  . © 2009 Büyükdere Piyasa Cad. No: 27–29 Sarıyer, İstanbul.   [2009-06-09]. （原始内容存档于2010-03-29）.
149. ↑  .   [2009-06-09]. （原始内容存档于2007-09-26）.
150. ↑  .   [2011-01-21]. （原始内容存档于2021-02-08）.

## 外部連結
- 维基导游上有關伊斯坦堡的旅行指南
- 維客旅行上的伊斯坦堡 （页面存档备份，存于）（英文）
- 谷歌地圖
- 伊斯坦堡市政府（土耳其文）（英文）
- 伊斯坦堡省政府 Archive.today的存檔，存档日期2012-12-21（土耳其文）
- Wonderful Istanbul - 伊斯坦堡省政府旅遊導覽網站（英文）
- 伊斯坦堡大都会区图片与地图(1946, 1966, 1982，2005)